# Île-d'Houat
Pour les articles ayant des titres homophones, voir Ouate et Watt.
Pour les articles homonymes, voir Louis Timagène Houat.
Île-d'Houat [ildwat] est une commune française du département du Morbihan, en région Bretagne. Elle est essentiellement constituée de l'île d'Houat.

## Géographie

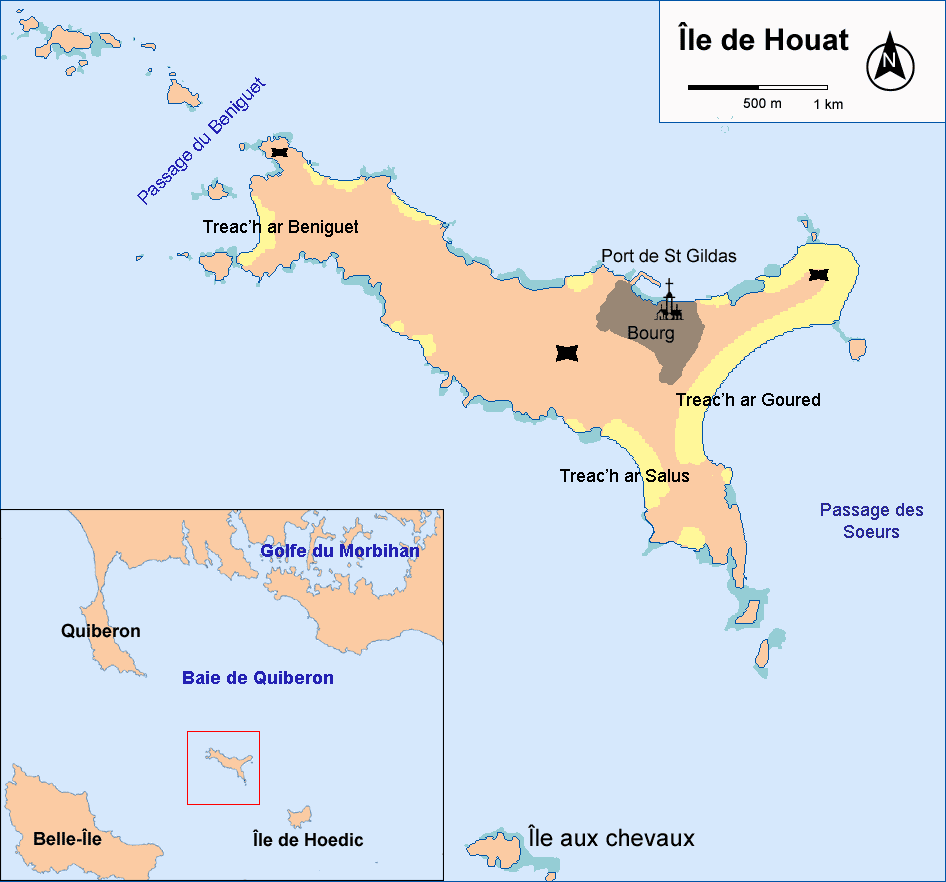
Carte de l'île de Houat.

Situé au cœur de Mor braz, le territoire de la commune est constitué essentiellement par l'île de Houat, un plateau granitique qui mesure 3,3 km de long et 1,5 km au plus large.
À l'extrémité ouest, l'île est prolongée par une chaussée granitique appelée « Chaussée du Beniguet », séparée de l'île par un étroit chenal. La chaussée s'étire vers la presqu'île de Quiberon dont elle est séparée par le passage de la Teignouse. De nombreux îlots (Glazic, Valuec, Guric), véritables dangers pour la navigation, dressent leur silhouette altière au-dessus des flots.
Au sud, on trouve trois îlots de granit inhabités à la Pointe (Beg Pell, Beg Creiz, Beg Tost, du plus éloigné au plus proche de l'île).

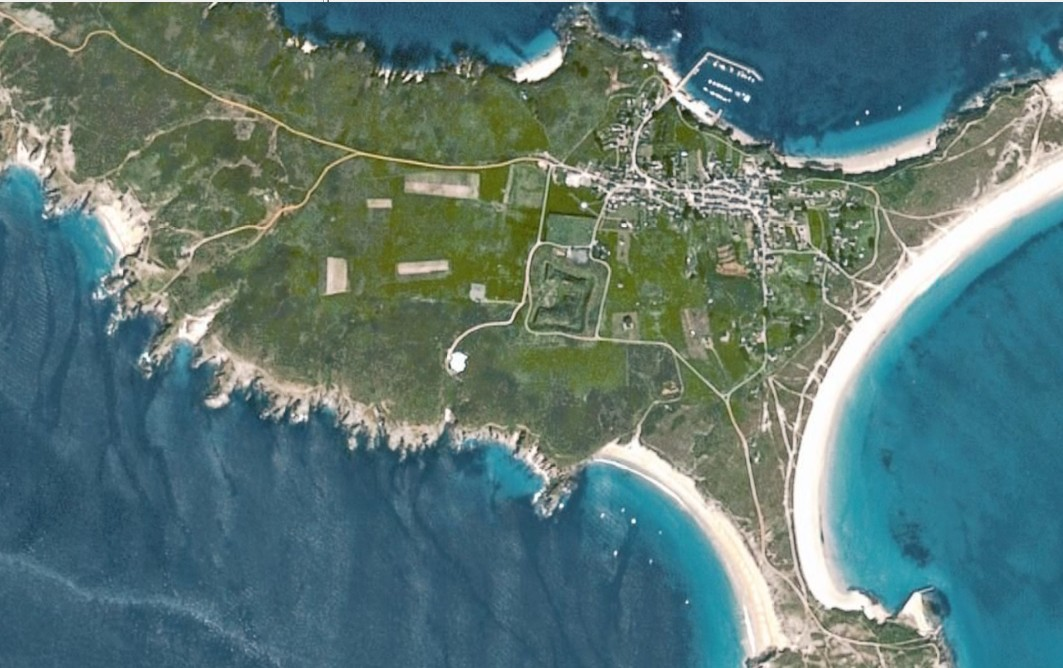
L'Île d'Houat (photographie aérienne).
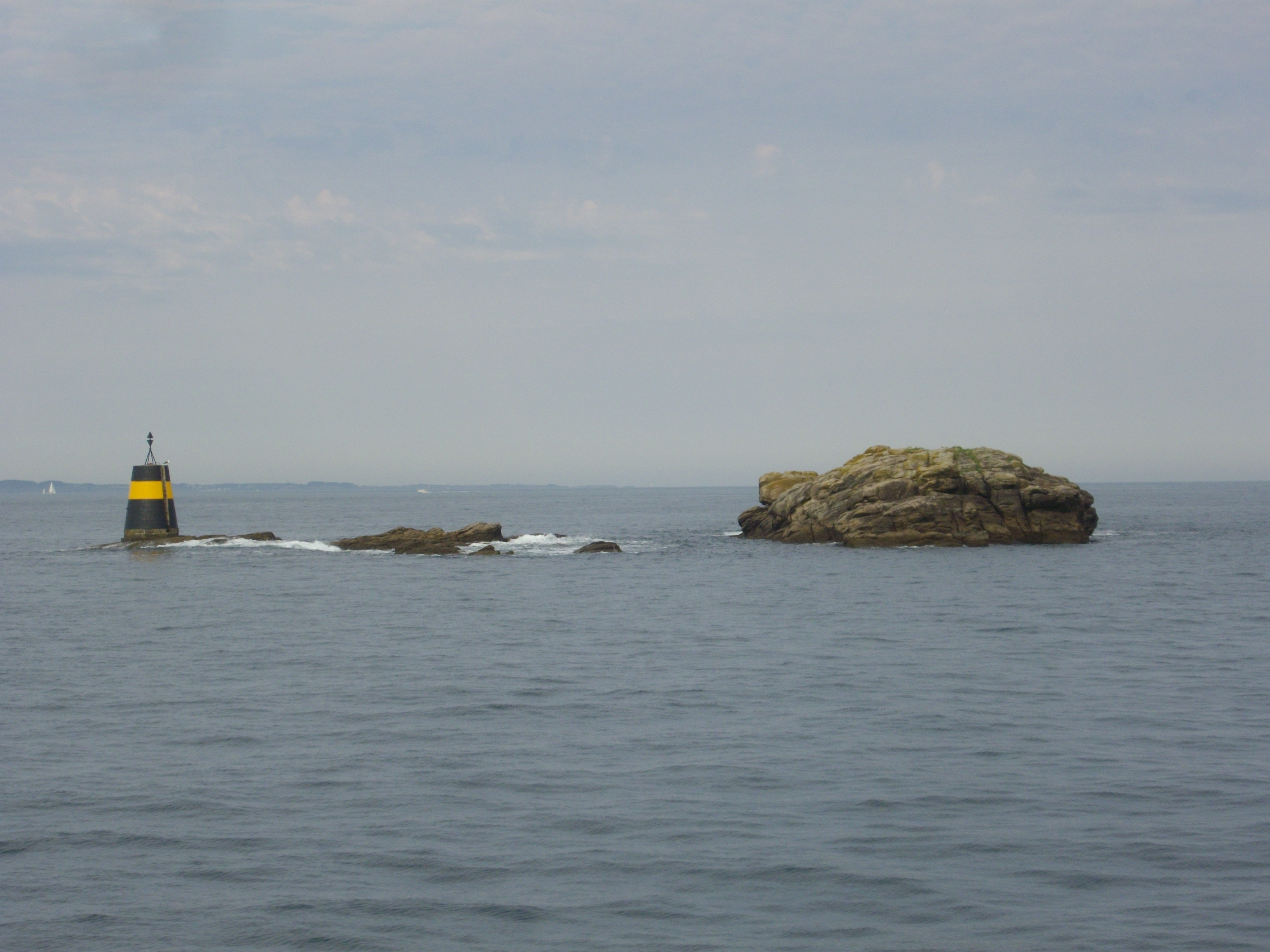
Rocher et balise dans la "Chaussée du Beniguet".
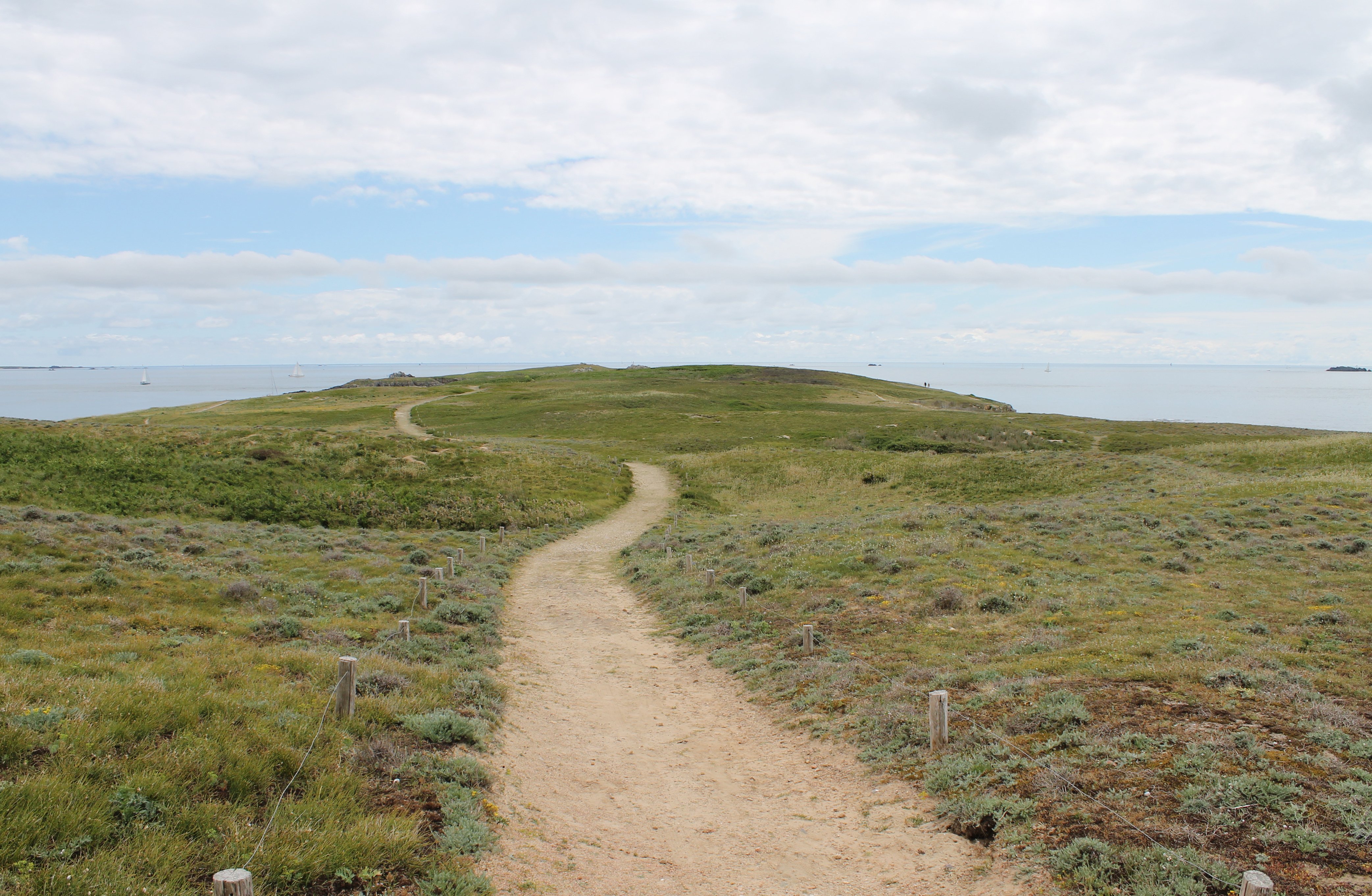
La Pointe (Er Beg) au sud-est de l'Île d'Houat.
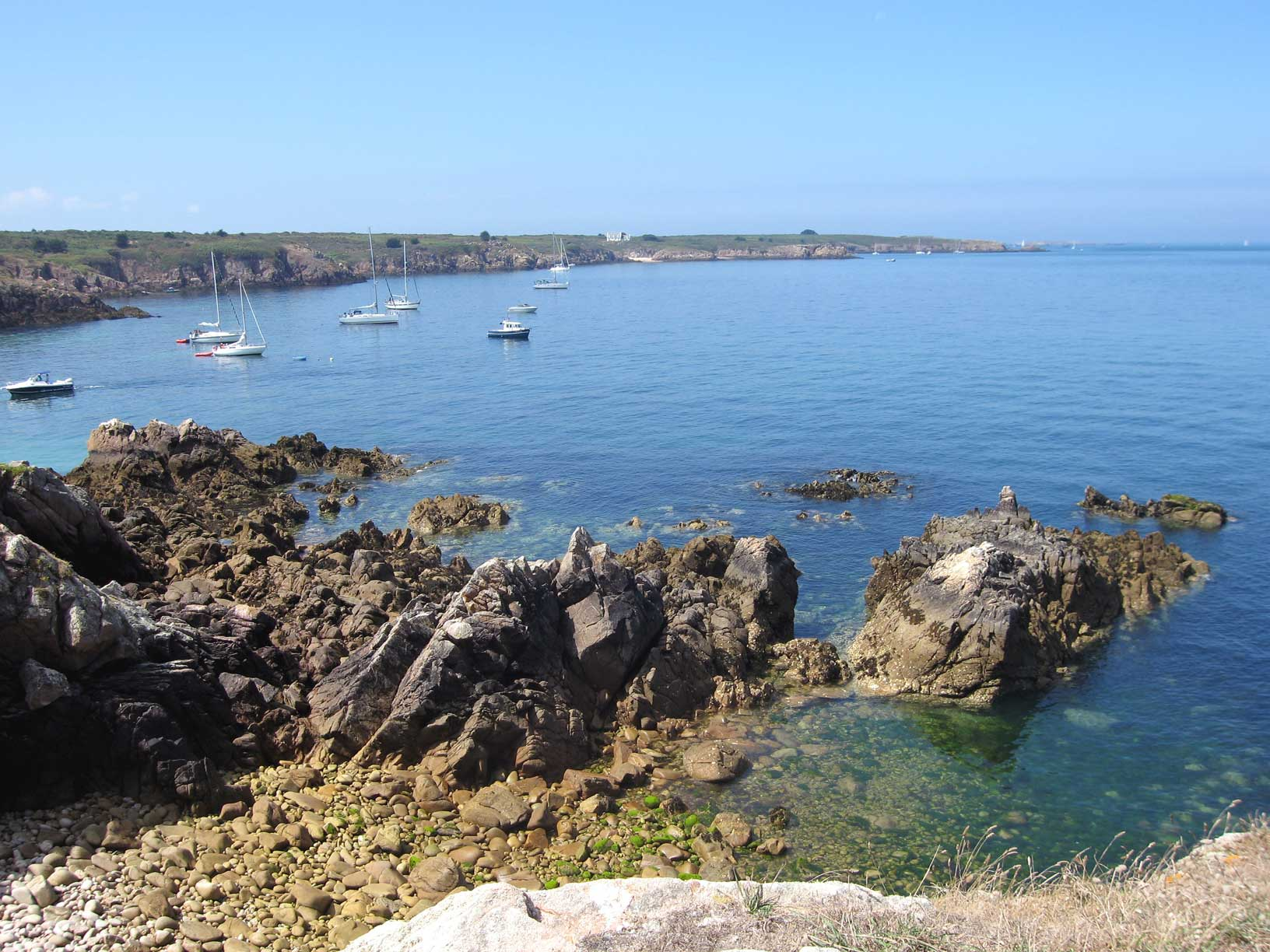
La côte nord-ouest de l'île d'Houat.
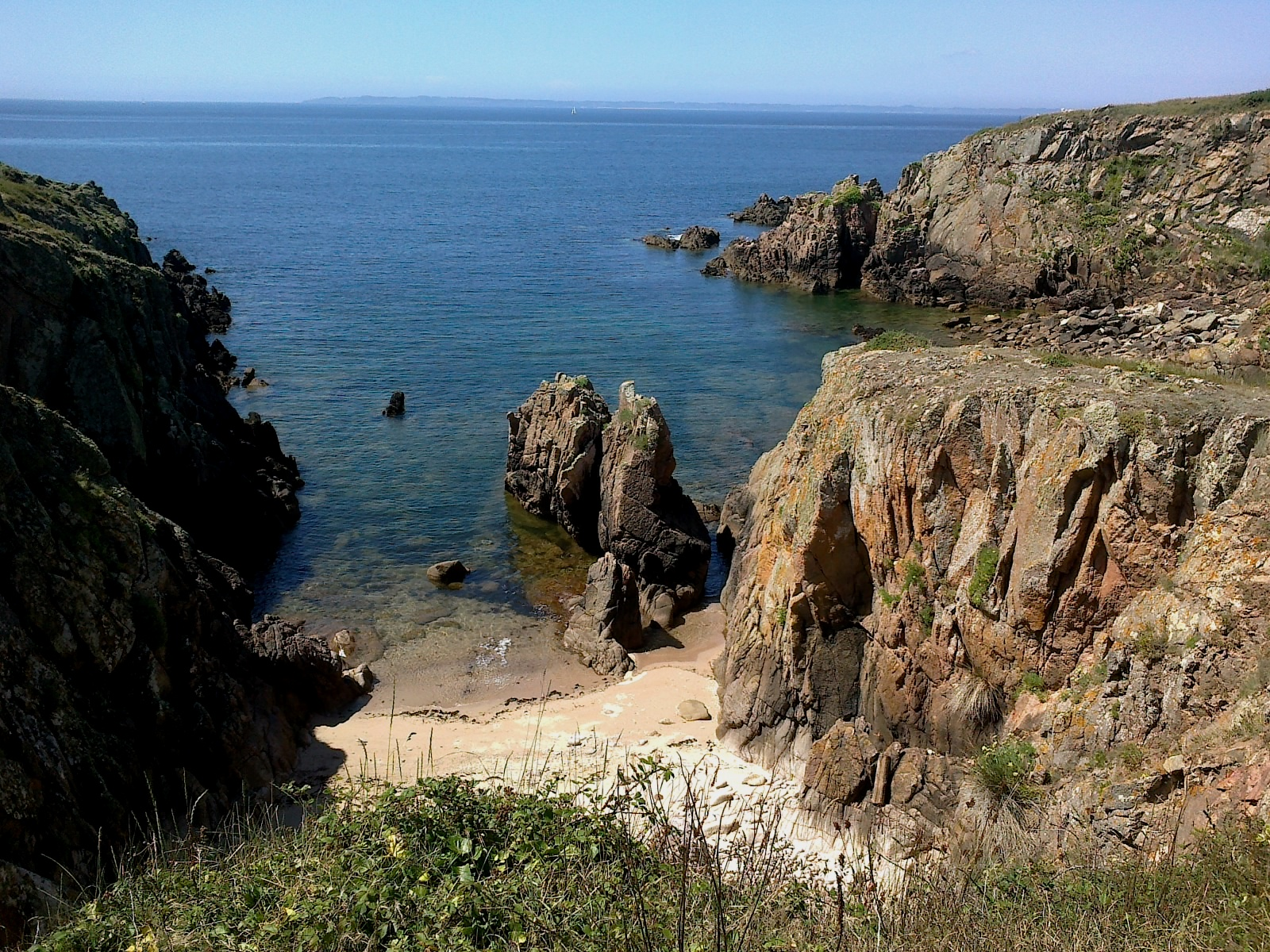
Tréac'h Er Vénigued (côte nord-ouest de l'île).
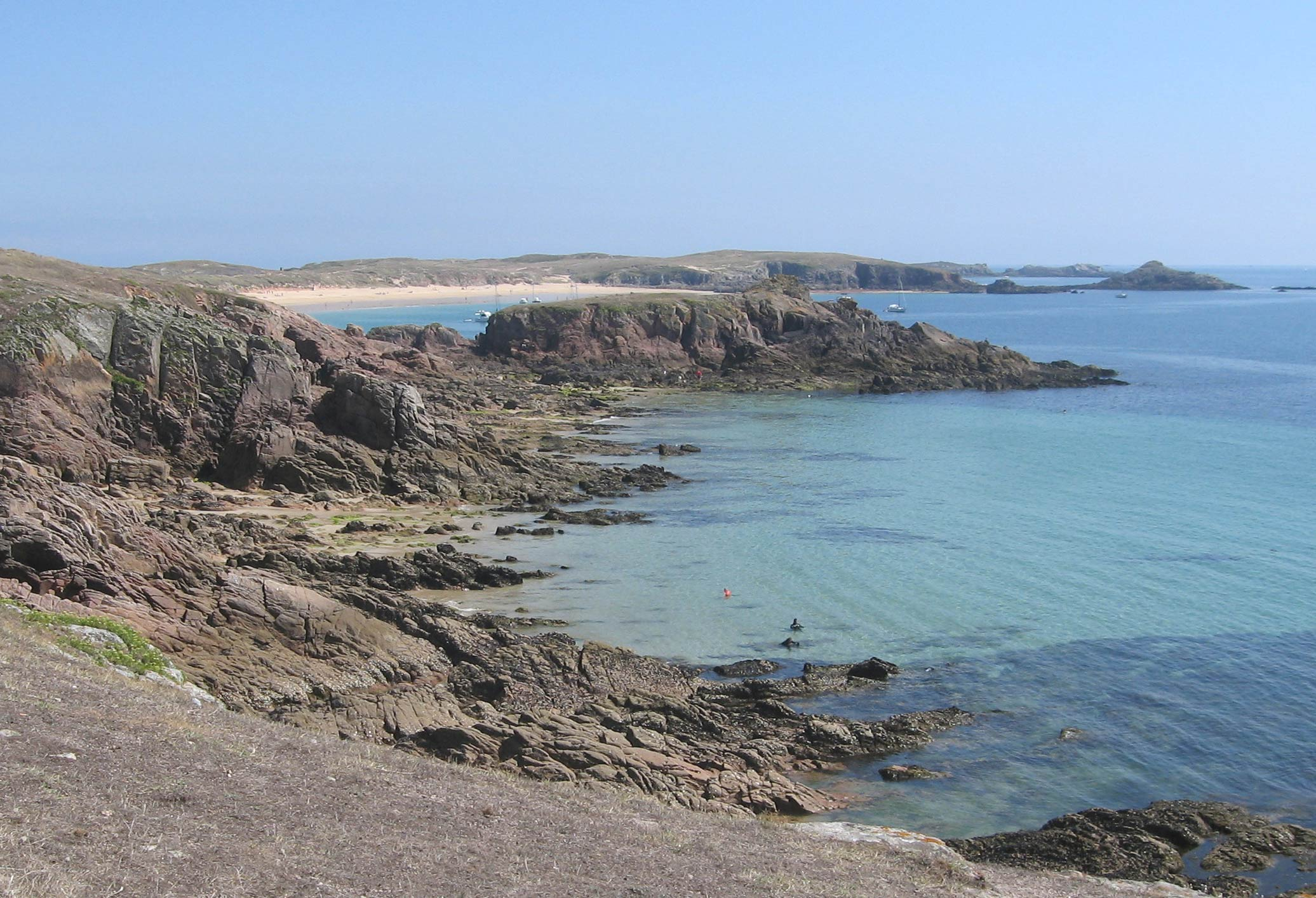
La côte sud-ouest de l'île d'Houat.
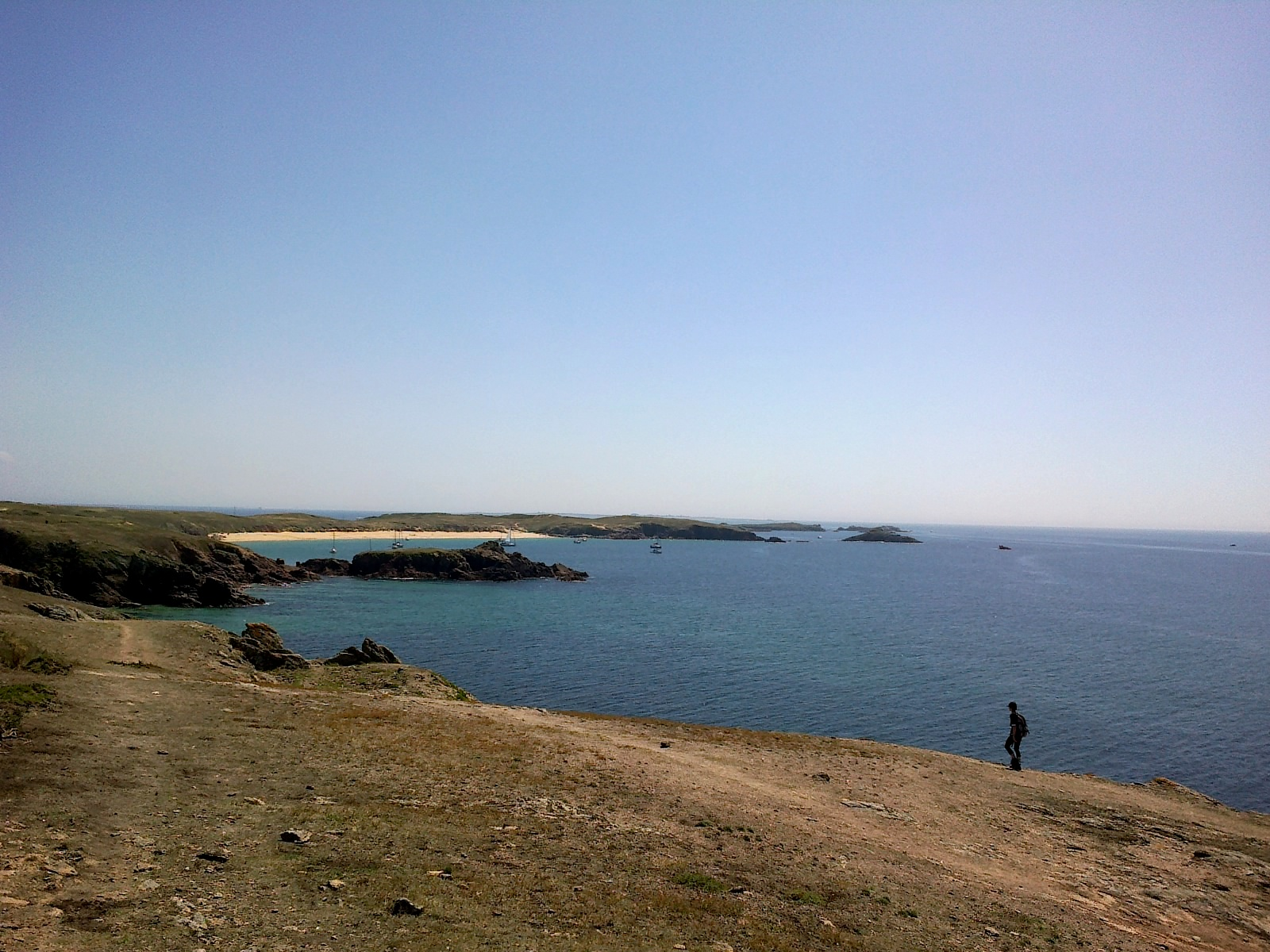
La côte sud-ouest vue de Beg Salus.
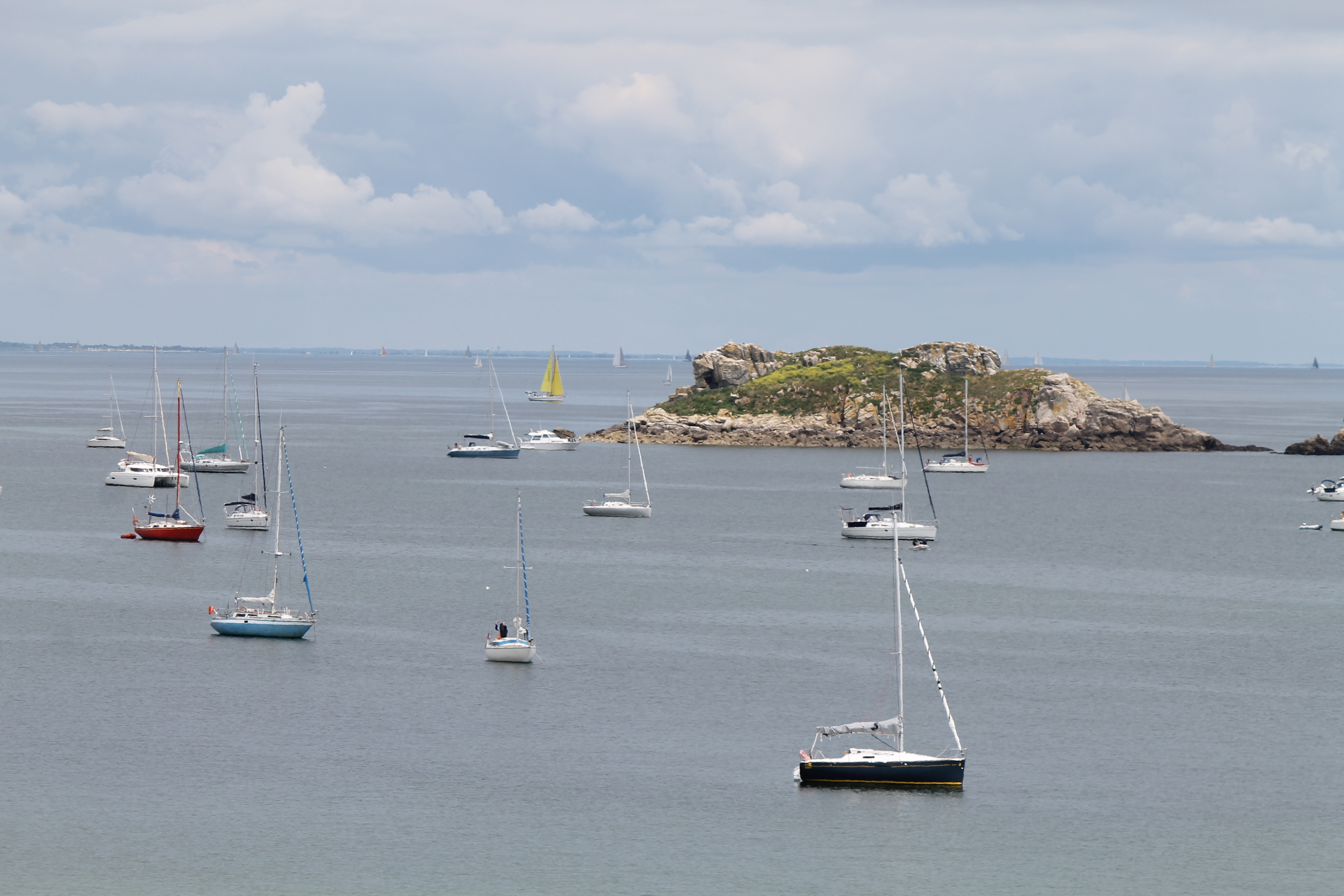
L'îlot d'Er Yoch, au nord-est de l'île d'Houat.
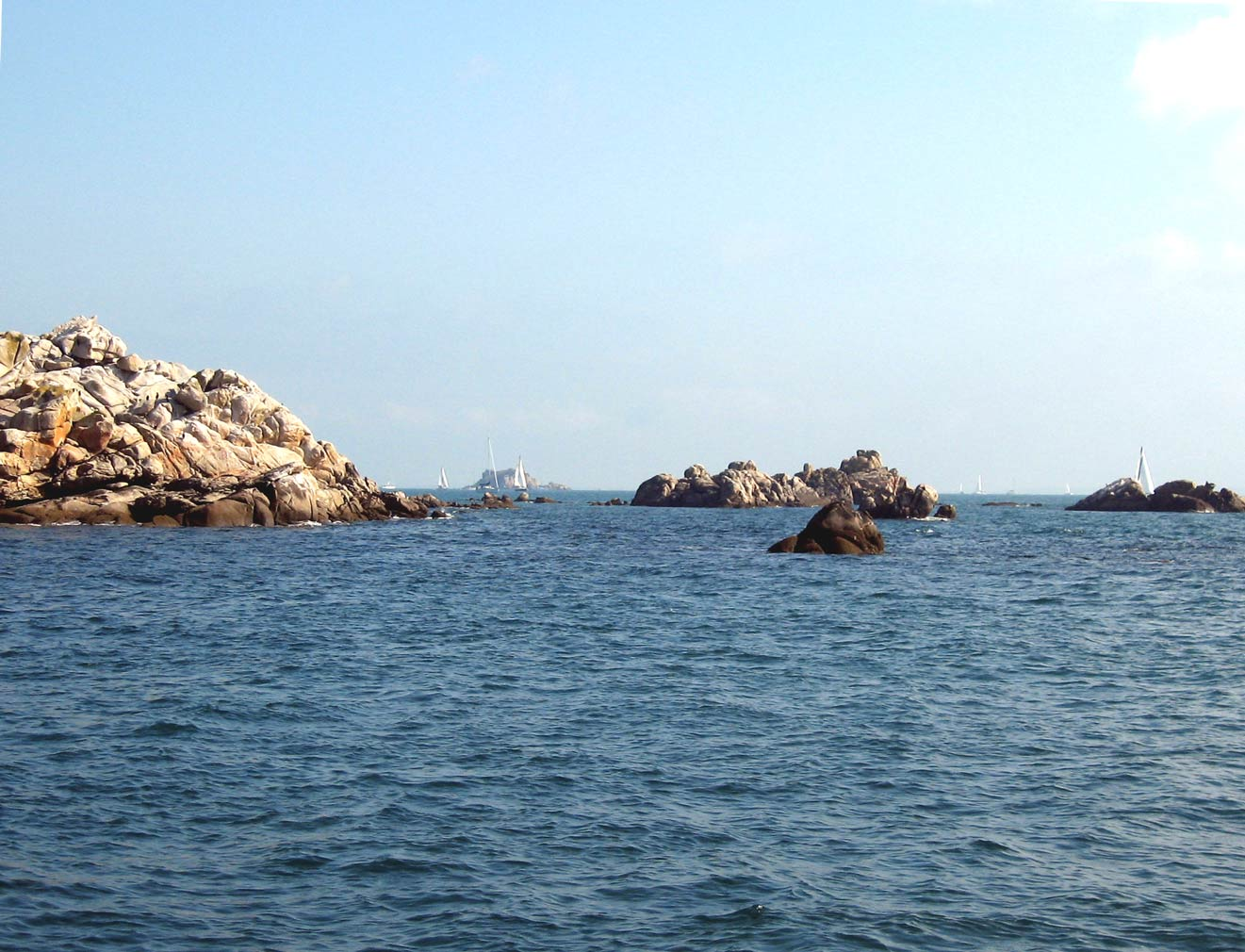
Le Passage des Sœurs entre Houat et Hœdic.

Au sud-est, le Passage des Sœurs, dangereux car peu profond et truffé de rochers, sépare Houat d'Hoëdic et la Chaussée de l'Île aux chevaux sépare Houat de l'Île aux Chevaux, visible de la côte sud de Houat, qui servit autrefois de pâture commune aux Hoëdicais et aux Houatais.
Au nord, l'île de Houat fait face à la presqu'île de Rhuys et à la sortie du golfe du Morbihan.
Le bourg de Houat est le seul lieu habité de la commune ; il est situé au nord-est de l'île, à proximité du port Saint-Gildas.

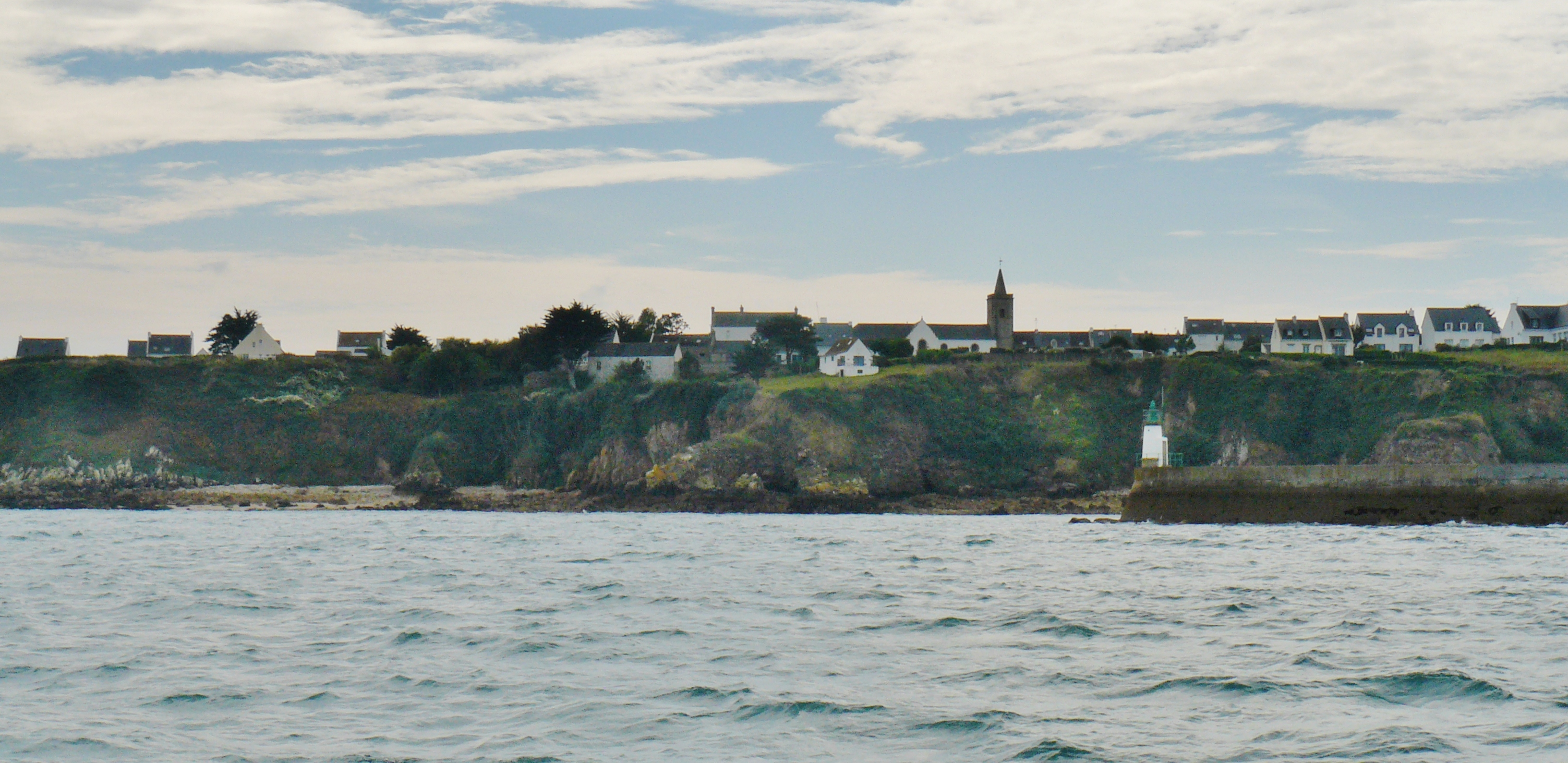
Le bourg d'Houat vu de la mer.
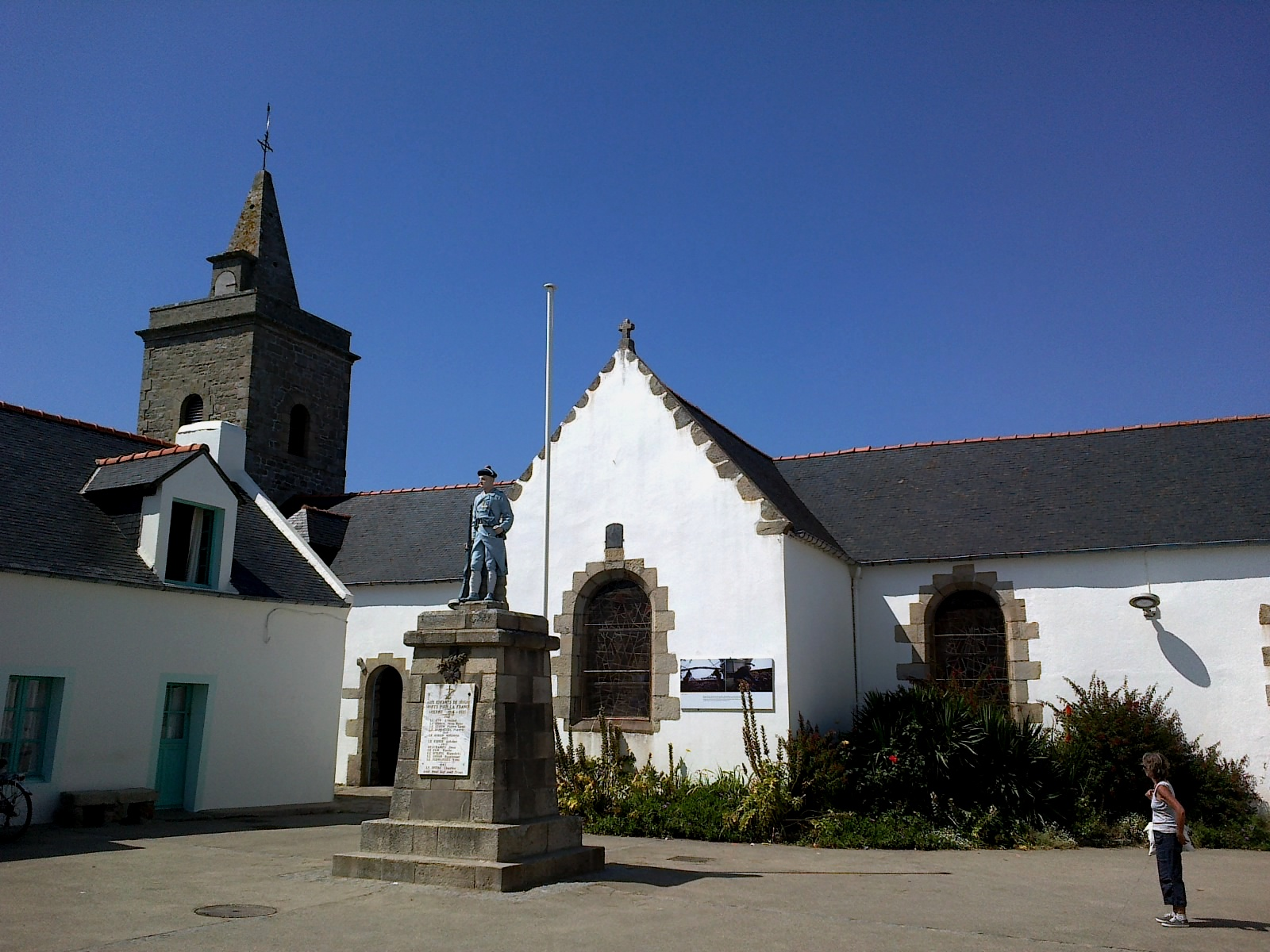
L'église Saint-Gildas et le monument aux morts.
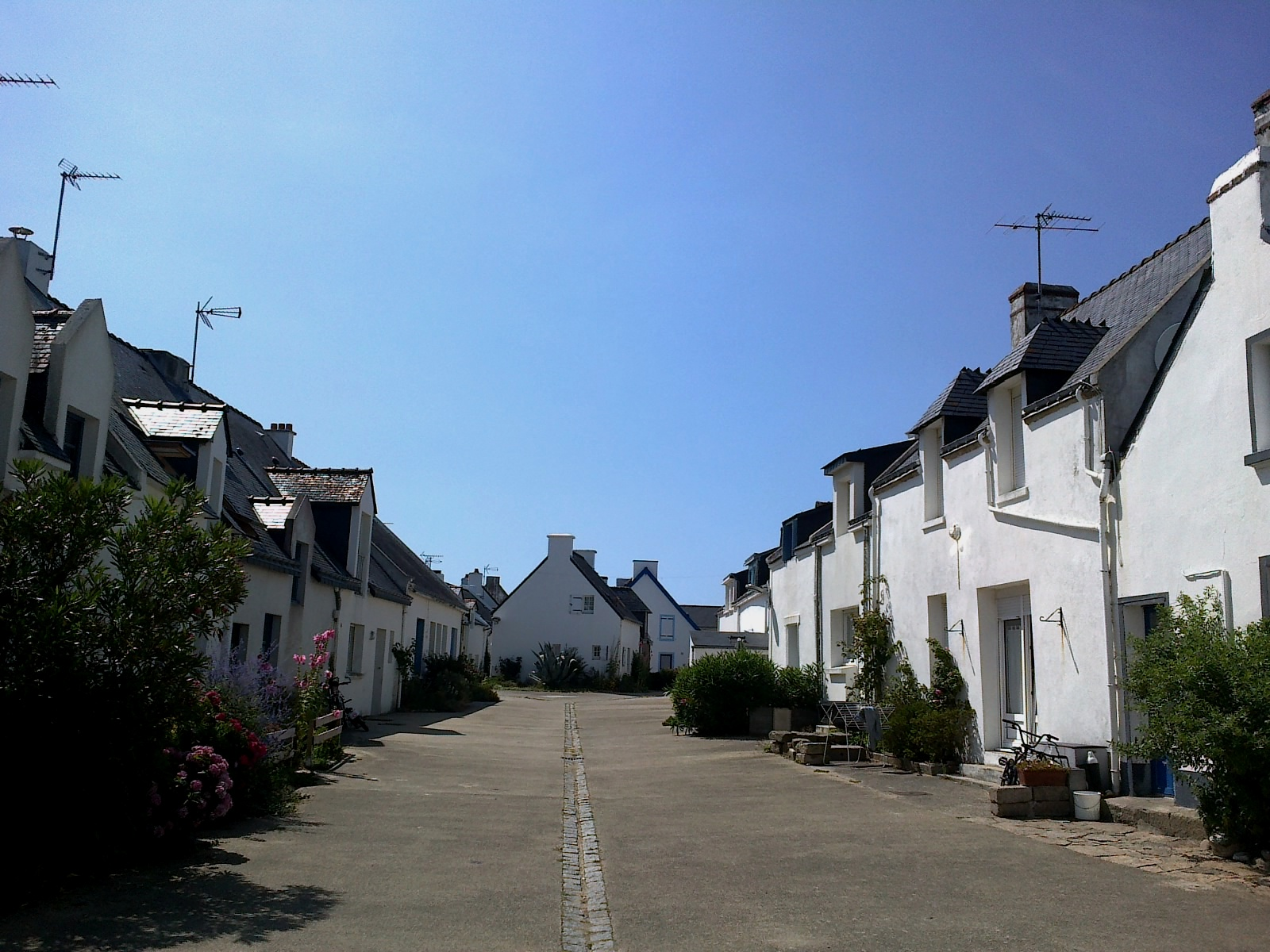
Le bourg de Houat 1.
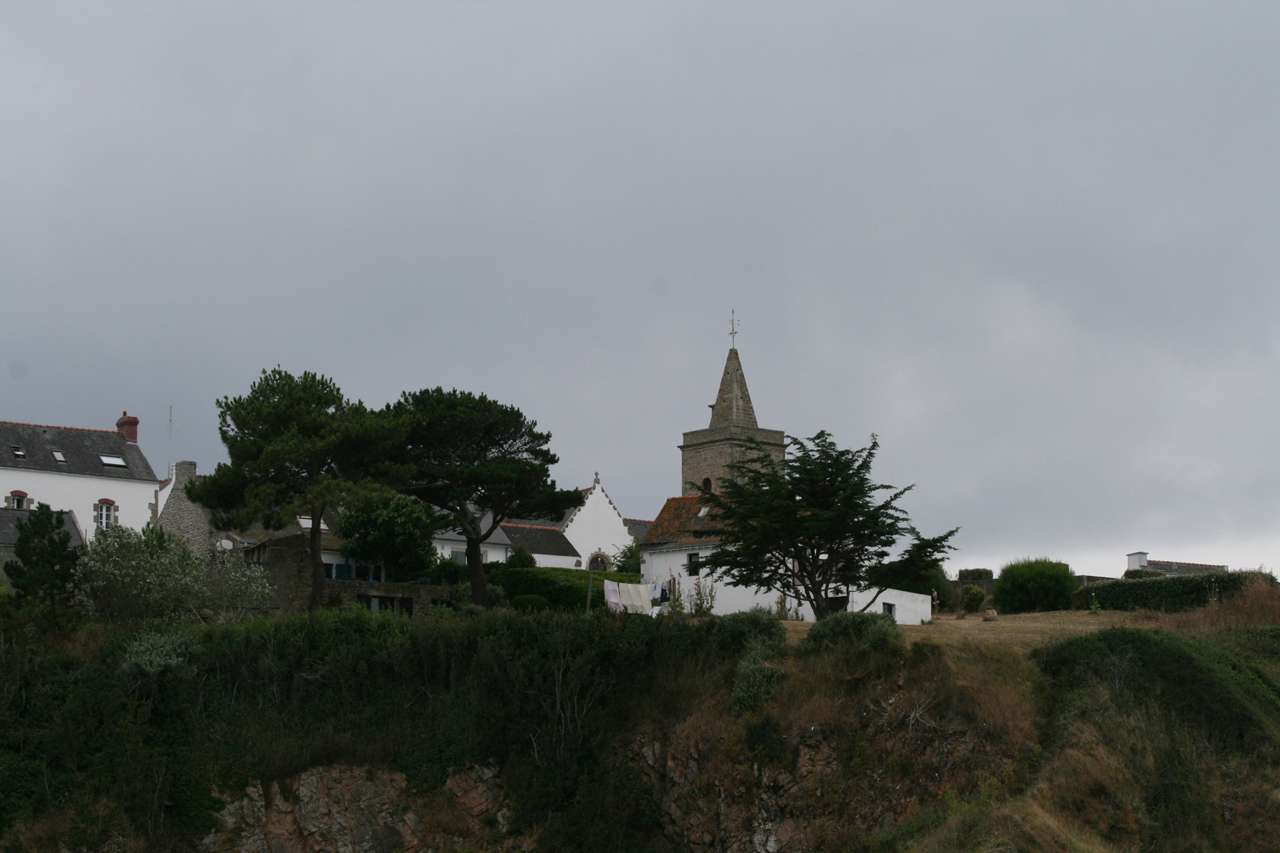
Le bourg de Houat 2.
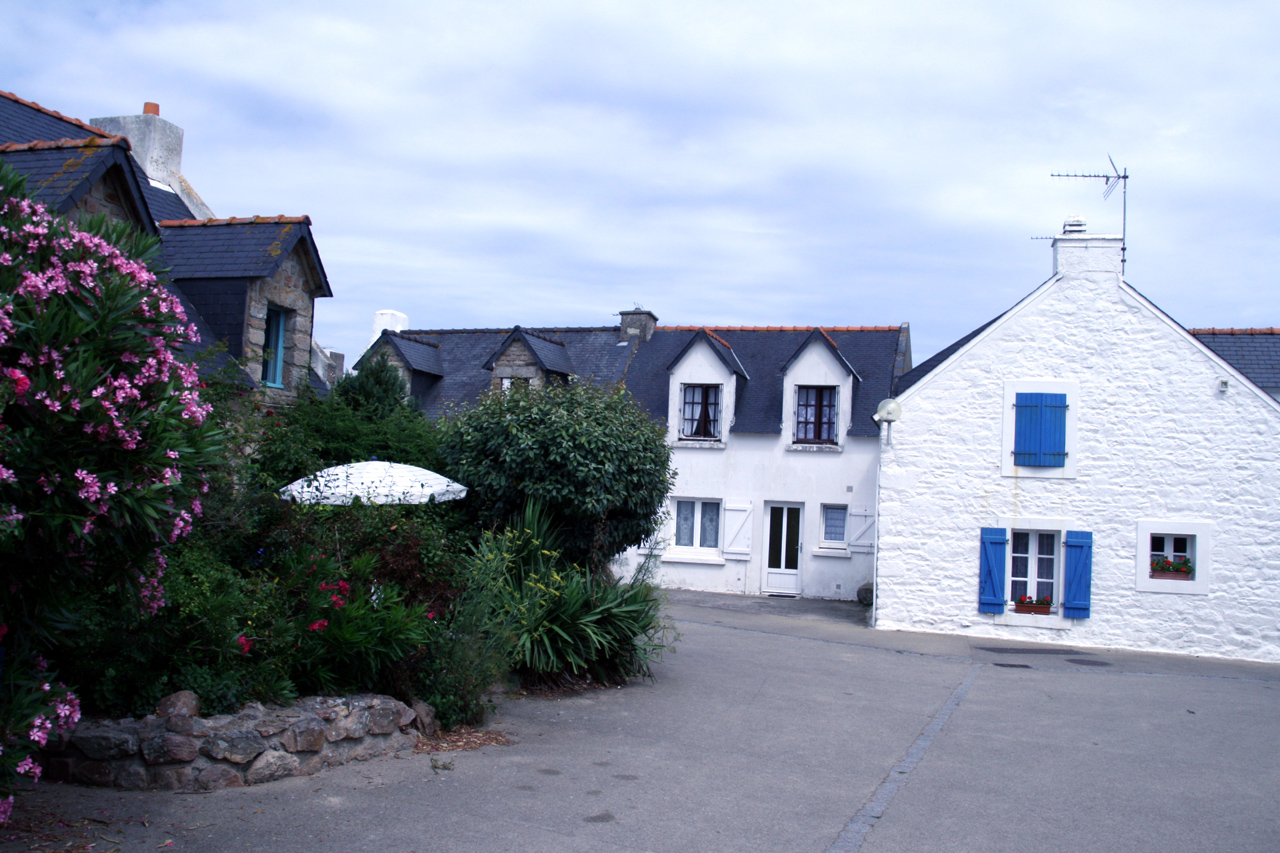
Le bourg de Houat 3.
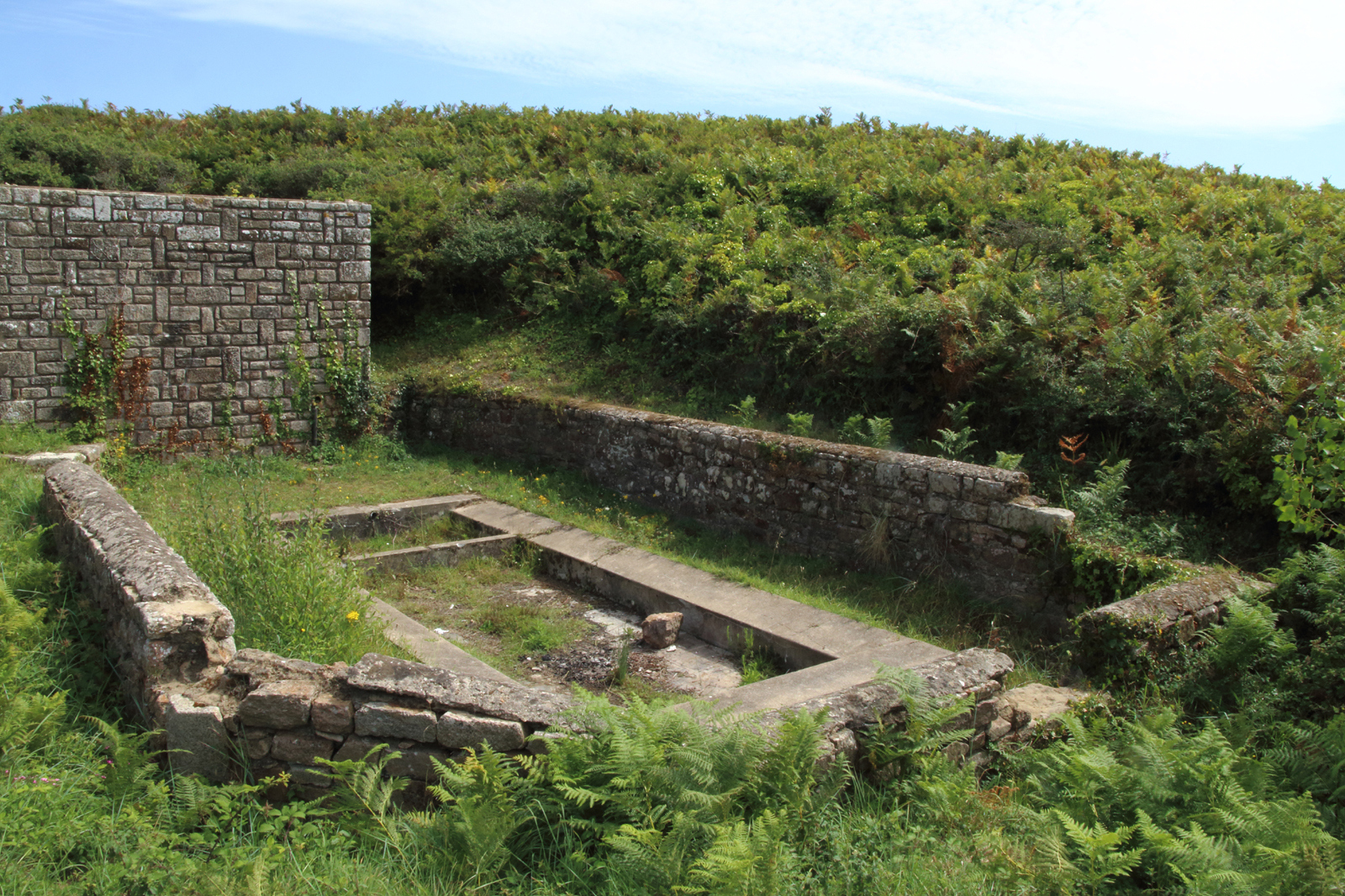
Houat : le lavoir.

### Hydrographie
Pour un article plus général, voir Réseau hydrographique du Morbihan.
La commune est située dans le bassin Loire-Bretagne. Elle n'est drainée par aucun cours d'eau,.

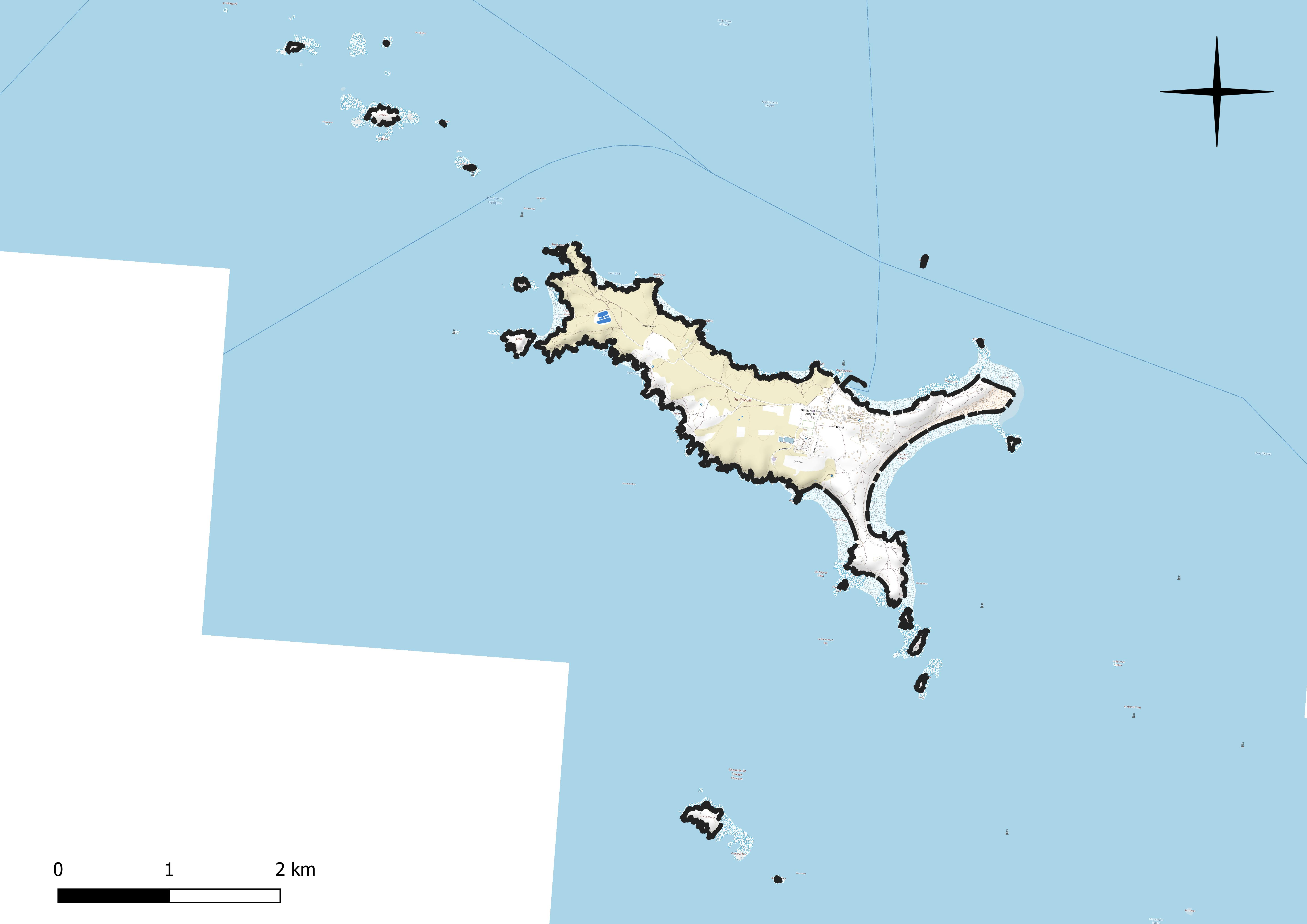
Réseau hydrographique d'Île-d'Houat.

### Climat
Pour des articles plus généraux, voir Climat de la Bretagne et Climat du Morbihan.
En 2010, le climat de la commune est de type climat océanique altéré, selon une étude du CNRS s'appuyant sur une série de données couvrant la période 1971-2000. En 2020, Météo-France publie une typologie des climats de la France métropolitaine dans laquelle la commune est exposée à un climat océanique et est dans la région climatique  Bretagne orientale et méridionale, Pays nantais, Vendée, caractérisée par une faible pluviométrie en été et une bonne insolation. Parallèlement l'observatoire de l'environnement en Bretagne publie en 2020 un zonage climatique de la région Bretagne, s'appuyant sur des données de Météo-France de 2009. La commune est, selon ce zonage, dans la zone « Littoral doux », exposée à un climat venté avec des étés cléments.  
Pour la période 1971-2000, la température annuelle moyenne est de 12,2 °C, avec une amplitude thermique annuelle de 11,7 °C. Le cumul annuel moyen de précipitations est de 647 mm, avec 13,1 jours de précipitations en janvier et 5,6 jours en juillet. Pour la période 1991-2020, la température moyenne annuelle observée sur la station météorologique la plus proche, située sur la commune de Quiberon à 16 km à vol d'oiseau, est de 12,9 °C et le cumul annuel moyen de précipitations est de 689,6 mm,. Pour l'avenir, les paramètres climatiques de la commune estimés pour 2050 selon différents scénarios d’émission de gaz à effet de serre sont consultables sur un site dédié publié par Météo-France en novembre 2022.

## Urbanisme

### Typologie
Au 1er janvier 2024, Île-d'Houat est catégorisée commune rurale à habitat dispersé, selon la nouvelle grille communale de densité à sept niveaux définie par l'Insee en 2022.
Elle est située hors unité urbaine et hors attraction des villes,.
La commune, bordée par l'océan Atlantique, est également une commune littorale au sens de la loi du 3 janvier 1986, dite loi littoral. Des dispositions spécifiques d’urbanisme s’y appliquent dès lors afin de préserver les espaces naturels, les sites, les paysages et l’équilibre écologique du littoral, tel le principe d'inconstructibilité, en dehors des espaces urbanisés, sur la bande littorale des 100 mètres, ou plus si le plan local d’urbanisme le prévoit.

### Occupation des sols
Le tableau ci-dessous présente l'occupation des sols de la commune en 2018, telle qu'elle ressort de la base de données européenne d’occupation biophysique des sols Corine Land Cover (CLC).
| Type d’occupation                            | Pourcentage | Superficie (en hectares) |
| -------------------------------------------- | ----------- | ------------------------ |
| Tissu urbain discontinu                      | 6,1 %       | 22                       |
| Systèmes culturaux et parcellaires complexes | 15,2 %      | 55                       |
| Pelouses et pâturages naturels               | 15,4 %      | 56                       |
| Landes et broussailles                       | 49,3 %      | 179                      |
| Plages, dunes et sable                       | 6,9 %       | 25                       |
| Zones intertidales                           | 0,6 %       | 2                        |
| Mers et océans                               | 6,6 %       | 24                       |
| Source : Corine Land Cover                   |             |                          |

## Toponymie
L'île est désignée sous le nom Siata pendant l'Antiquité.
En breton, l'île s'appelle Houad signifiant « le canard » (alors que Hoëdic signifie « le caneton »). Ces deux appellations sont cependant sujettes à caution[réf. nécessaire].

## Histoire

### Préhistoire et Antiquité
Au début de l’époque néolithique en Bretagne (vers 5000 av. J.-C.), le niveau de la mer avait déjà remonté et Houat faisait alors partie d’un système insulaire avec Hœdic, séparées du continent par le passage de la Teignouse. Progressivement, vers 3500 av. J.-C., elle se sépara d'Hœdic en raison de la remontée du niveau de la mer.
Un menhir, dénommé Parc-er-Menhir, se tient encore debout dans le bourg d'Houat, où se trouvent aussi deux menhirs couchés. Un autre menhir est implanté à Doar Ségal. Un dolmen à galerie se trouve à Bod-en-Lann-Vras et un autre à Stang-Vras.

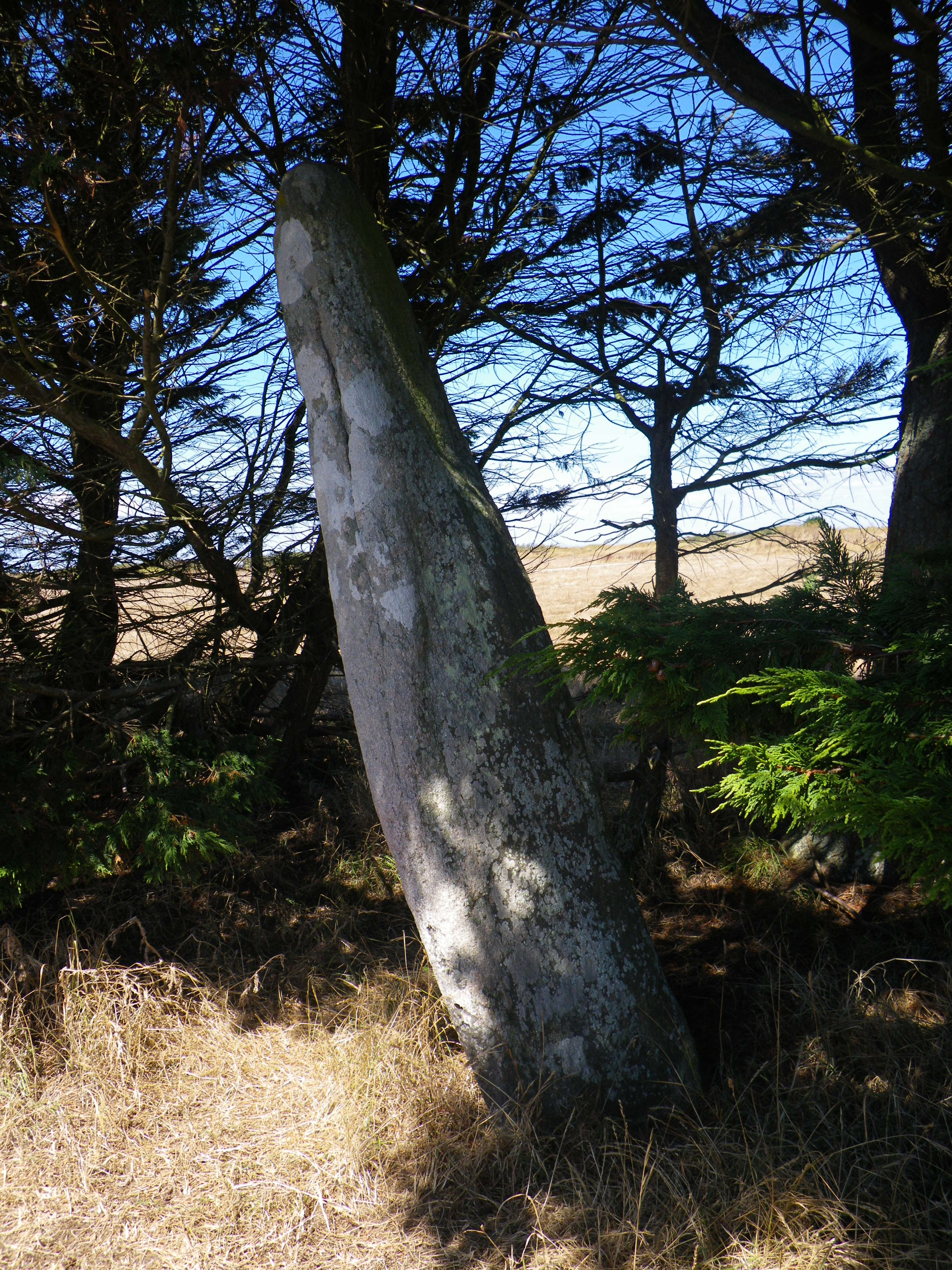
Le menhir de Parc-er-Menhir dans le bourg d'Houat.
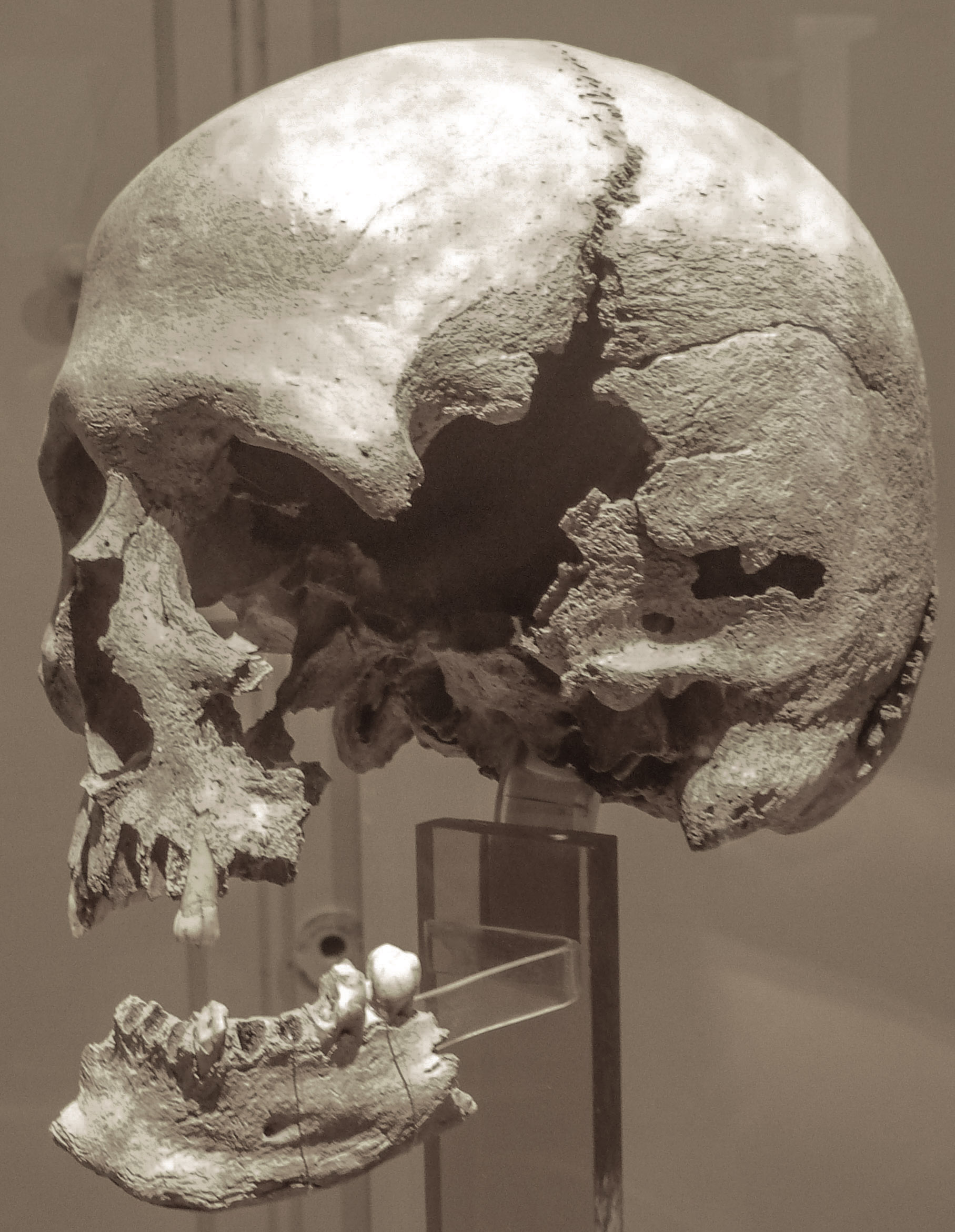
Tête d'homme trouvée en 1924-1925 par Zacharie Le Rouzic sur l'îlot d'Er Yoc'h (Musée de préhistoire de Carnac).

L'îlot d'Er Yoc'h, à l'est de l'île d'Houat, à laquelle il est rattaché à marée basse seulement, a livré aussi des traces d'un campement préhistorique, daté de la fin du 4e millénaire avant J.-C. Un autre de ces campements a été repéré sur l'îlot de Cénis (ou Séniz), situé à l'ouest de Houat.
Des traces d'ateliers de bouilleurs de sel datés de l'époque gauloise ont été trouvées à Houat. À l'inverse d'Hœdic, on ne relève pas à Houat de trace d'occupation romaine, même si les Romains occupèrent l'île et notèrent le nom de Siata.
L'Itinéraire d'Antonin  nomme Vendilis Belle-Île et Siata Houat.

### Moyen Âge
L'Île d'Houat fut évangélisée par saint Gildas, qui y mourut probablement le 29 janvier 565.
Un prieuré Saint-Gildas, dépendant de l'abbaye Saint-Gildas de Rhuys aurait été ruiné par les Normands avant d'être restauré au XIe siècle par Félix, alors abbé de Saint-Gildas de Rhuys ; il fut abandonné vers 1400. Houat devint alors une simple trève dépendant de la paroisse de Saint-Goustan-de-Rhuys (actuellement Saint-Gildas-de-Rhuys).
Houat fut par la suite pillée à plusieurs reprises, notamment en 1548 par les Anglais (24 vaisseaux et 12 frégates investissent l'île), en 1674 par les Hollandais, en 1696 et en 1746 par les Anglais à nouveau.

### Époque moderne

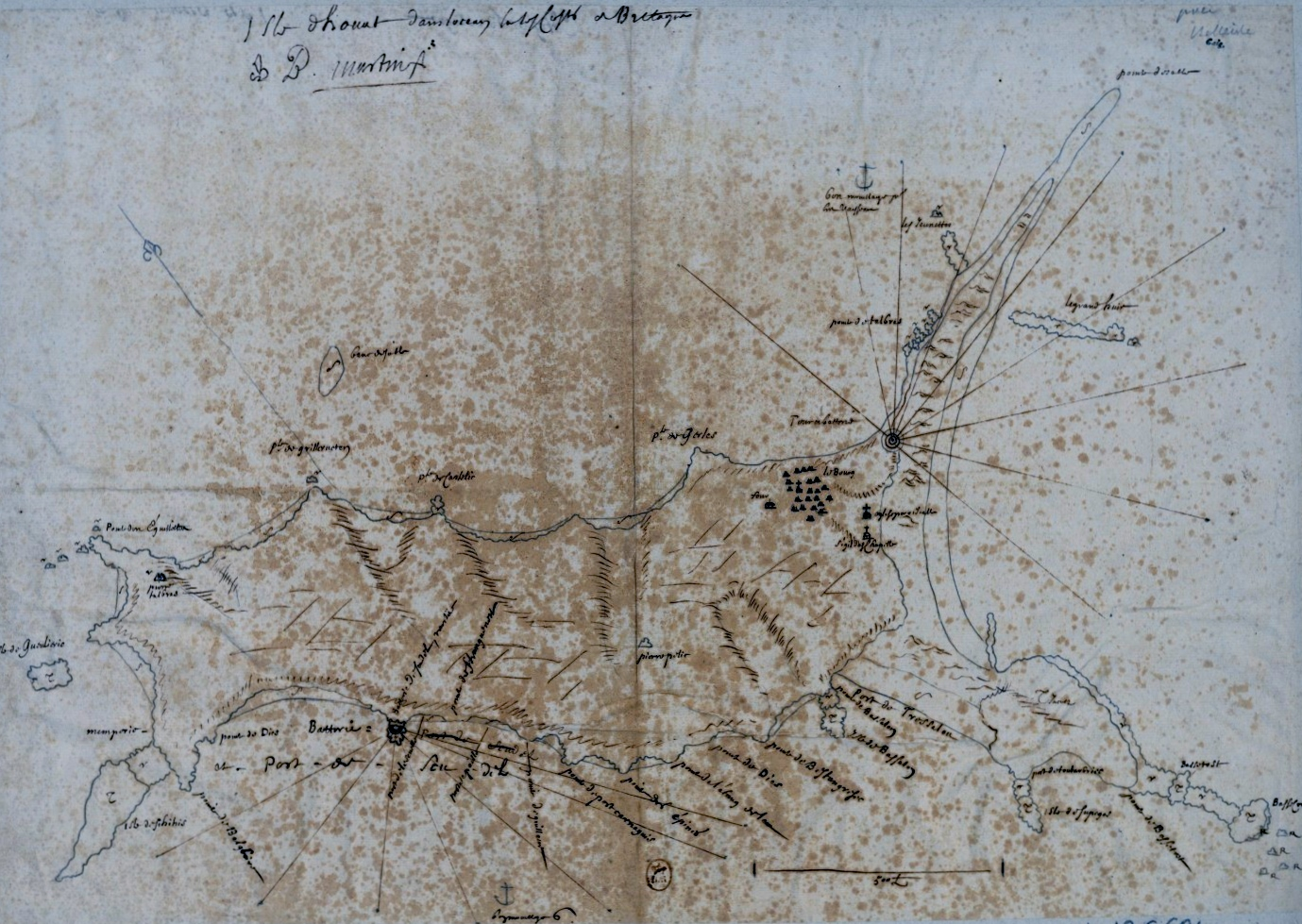
Carte de l'île d'Houat au XVIIe siècle.

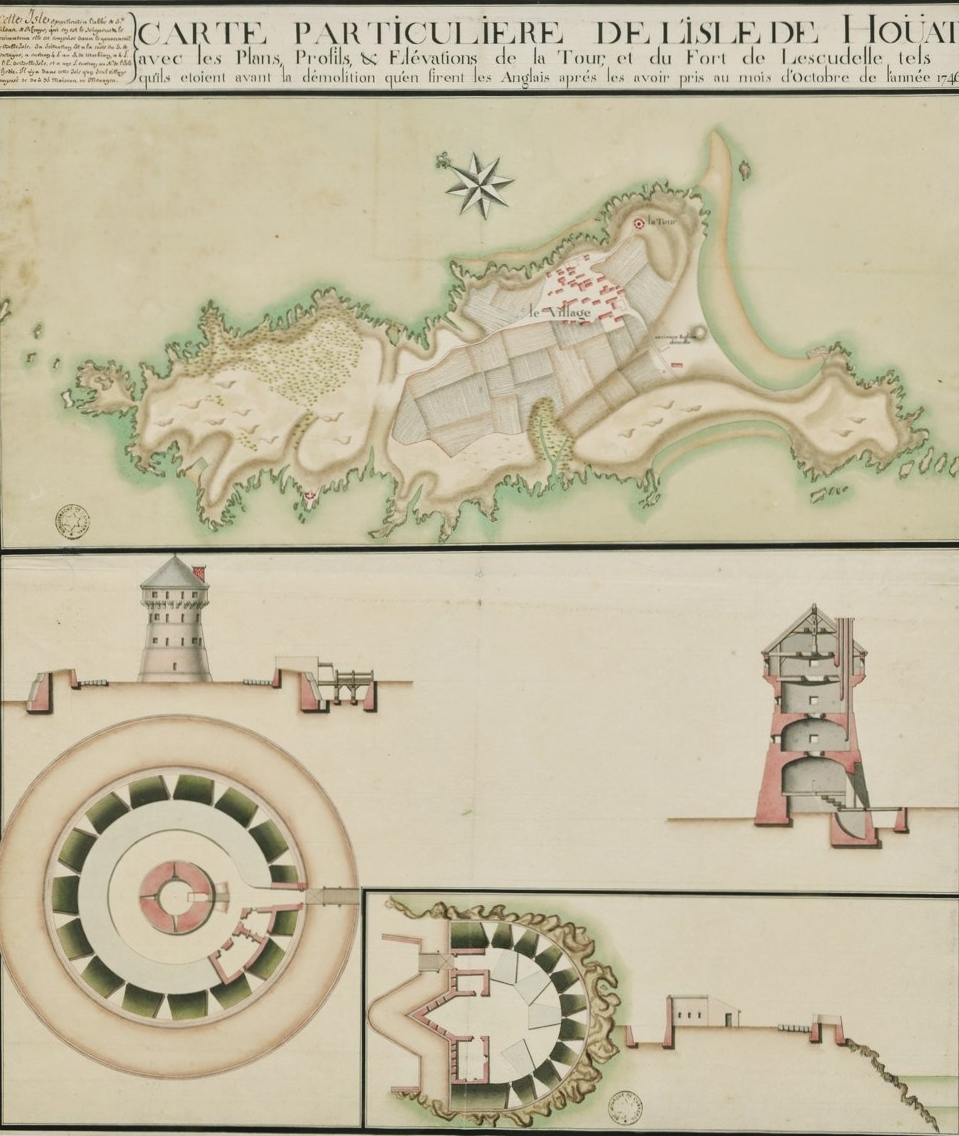
Carte de Houat et plan du fort détruit par les Anglais en 1746.

Aux XVIe et XVIIe siècles, l'île subit les rivalités navales entre France, Angleterre et Espagne. La population est fréquemment rançonnée par les flottes étrangères. « Le roi Louis XIV fit, à la fin de son règne, construire une belle tour, avec une batterie circulaire, un fossé revêtu, pont-levis à la batterie et à la tour, dans laquelle on entretenait quinze hommes, de la garnison de Belle-Île, en temps de paix, et cinquante hommes, avec un Capitaine, en temps de guerre. L'amiral anglais Lestoek [en fait Lestork], le 20 octobre [1776], envoya une frégate sommer l'officier qui la commandait de se rendre ; l'officier refusa d'abord, mais le lendemain, après une heure de canonnade de la frégate, il se rendit prisonnier de guerre, avec trente-six hommes qui formaient la garnison de cette tour qui pouvait tenir un mois sans tirer un coup de fusil ».
Cet épisode se déroula trois ans avant la bataille des Cardinaux qui se déroula à l'est d'Hœdic.
Jean-Baptiste Ogée décrit ainsi l'Île-d'Houat en 1778 : 

« Isle-de-Houat, à sept lieues à l'ouest-sud-ouest de Vannes, son évêché, à seize lieues trois quarts de Rennes et à quatre lieues un tiers de Sarzeau, sa subdélégation ; elle dépend du gouvernement de Belle-Île. Cette île a une lieue dans sa plus grande longueur du nord au sud, un tiers de lieue dans sa plus grande largeur de l'est à l'ouest, et comprend environ trois cent trente arpents de terrein [terrain]. On y distingue, à la basse mer, une chaîne de rochers qui, partant d'une des pointes de Quiberon, aboutit à l'Île-de-Houat, et se prolonge jusqu'à celle de Hedic (...). Cette petite peuplade est rassemblée dans un seul hameau d'environ soixante maisons, ou plutôt cabanes, comme celles des Sauvages, et peut former un total de deux cent cinquante habitants ; elle a pour Pasteur un seul prêtre ayant le titre de Curé qui a, pour tout revenu fixe, une pension de cent vingt livres, que lui fait l'abbé de Saint-Gildas de Rhuis, qui se dit seigneur de cette île et qui, en cette qualité, perçoit la dîme à la quatrième gerbe. On évalue cette dîme à une somme de douze cent livres, année commune. Il semble que ce gros décimateur devroit [devrait] au moins partager avec le Curé, auquel il seroit [serait] impossible de se procurer la subsistance la plus frugale, si ses ouailles ne venaient pas à son secours et ne lui faisaient partager les douceurs que peut fournir une navigation perpétuelle. Malgré cela, l'île se trouve souvent sans Pasteur. Houat est environnée de rochers affreux et escarpés ; cependant, depuis quelques années, il s'y trouve quelques anses d'un accès facile, entr'autres celle du Collet, à l'est de l'île. (...). La moitié du terrein de Houat est très-bien cultivée et produit d'excellent froment, de l'avoine, du lin et du chanvre. Les femmes seules s'occupent de cette culture, les hommes ne connoissent [connaissent] que leurs bateaux et la pêche. Depuis que l'Isle-de-Houat est connue, ses habitants n'ont jamais communiqué avec le continent que pour y vendre du poisson l'été, et de s'y fournir, avant le mauvais temps, de quelques provisions indispensables pour l'hiver ; mais jamais un Houatais ne s'est fixé en grande terre, et jamais homme ou femme du continent n'a été tenté d'aller s'établir à Houat. Par ce moyen, cette colonie, préservée de la contagion générale, s'est maintenue dans un état de pureté et d'innocence qui rappelle parfaitement les mœurs patriarcales (...). On y connoît [connaît] ni Juge, ni Juridiction, ni formalité, ni procès. Le plus ancien est le chef de la peuplade, comme devant être le plus sage. Leurs maisons n'ont ni serrures, ni verrous. Les bateaux et les produits de la pêche sont communs ; et si les partages occasionnent quelques discussions, l'Ancien prononce, et est obéi avec autant de ponctualité qu'un despote de l'Asie. »

« L'usage de l'hospitalité y est encore dans toute sa vigueur : si la curiosité, ou la nécessité, y conduisent un étranger, le premier insulaire qui le rencontre l'accueille avec honnêteté, le nourrit et le loge un jour, et le lendemain le remet à son voisin, et ainsi de suite, tant qu'il plaît à l'étranger d'y rester. Il n'y a que les Commis des Fermes qui soient privés de cette hospitalité : dès qu'ils sont reconnus pour tels, on les met dans un bateau, et on les conduit à la terre la plus voisine, mais avec la plus grande douceur. Les Houatais (...) se marient entre parents très proches, sans dispenses ; en un mot, ils n'ont pas l'idée du crime dans aucun genre, et plus heureux que les enfants d'Adam, ils n'ont pas encore vu naître un Caïn parmi eux. L'abnégation de tous les vices, une vie laborieuse, la frugalité, la salubrité de l'air et la bonté des eaux, les font jouir d'une santé constante, d'un corps robuste, et de la longévité qui en est la suite ; leur idiome universel est le Breton, mais il diffère un peu des autres Bretons, et la prononciation en est plus douce. »

### LeXIXesiècle

#### La Révolution et l'Empire
En 1790, Houat est annexé par la commune du Palais, située sur l'île de Belle-Île-en-Mer.
« Pendant les guerres de l'Empire, Houat et Hœdic, n'ayant point été défendues par une garnison française, furent , par une espèce de convention tacite, regardées en quelque sorte comme pays neutre. Les croiseurs anglais avaient pour habitude de venir mouiller sur la rade de Hœdic ; ils déposaient dans cette île leurs blessés, leurs malades ; ils y enterraient leurs morts. Les insulaires houatais et hœdicois ayant plusieurs fois porté secours à des équipages anglais en péril, pouvaient, avec une simple passe signée de leurs recteurs, pêcher et naviguer sans crainte d'être retenus prisonniers de guerre ».
Le curé de l'île, Lorcy, prêtre réfractaire, fut arrêté et conduit sur les pontons de Rochefort ; libéré en 1795 et revenu à Houat, il mourut du choléra en soignant des blessés de l'expédition de Quiberon. En 1795, le comte d'Artois, futur Charles X, vint dans l'île lors de l'expédition de Quiberon.

#### La charte de Houat et Hœdic

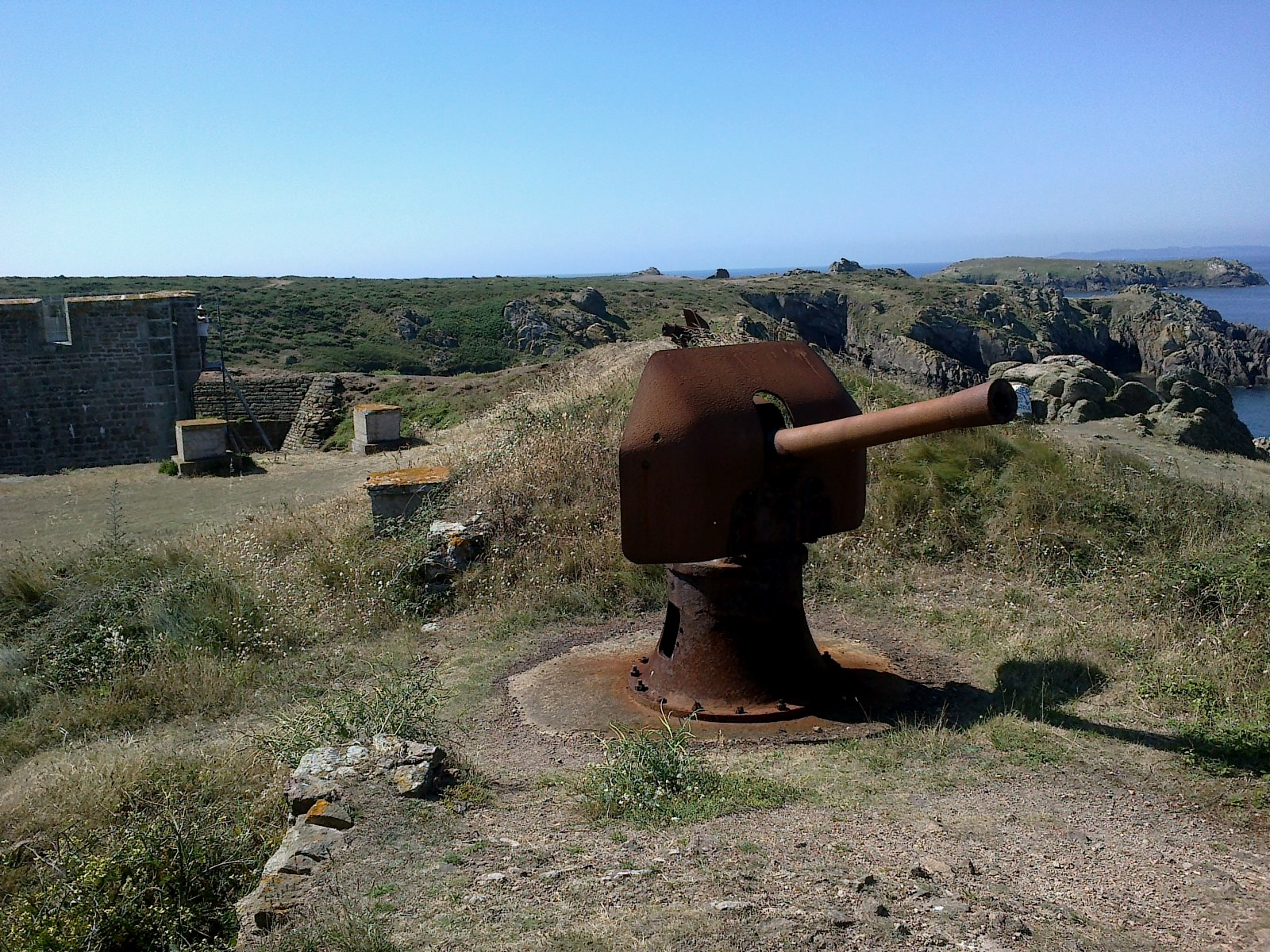
L'ancienne batterie de la «Chaussée du Beniguet» au nord-ouest de l'île d'Houat.

De la Révolution jusqu'à la fin du XIXe siècle, Houat dépend de Belle-Île et est régie par la « charte de Houat et d'Hoêdic », établie en 1822. Cette charte en 32 articles dit dans son préambule : « La charte protège le faible contre le fort », elle « fait tout concourir au bien général, parce qu'il n'y a rien de plus funeste et de plus odieux que la recherche exclusive d'un intérêt privé ». Un conseil de douze sages (des anciens), présidé par le recteur, était chargé de son application. Ce système a fonctionné jusqu'en 1891. À l'époque, le curé faisait office de maire, d'officier d'état civil et parfois même d'enseignant.
L'île compte trois forts édifiés au XIXe siècle dans le but de se défendre des Britanniques. Ils n'ont quasiment jamais servi :
- Le fort principal, au sud-ouest du village « à l'intérieur des terres »
- Associés à des positions de batteries, deux corps de garde crénelés, comportant des casernes pour 60 hommes sont érigés à la pointe du Béniguet et à la pointe d'En Tal entre 1857 et 1859. Cette dernière position est celle occupée par une tour Vauban au XVIIIe siècle.

#### L'Île-d'Houat vers le milieu duXIXesiècle
Bachelot de la Pylaie a laissé une description des îlesl d'Houat et Hœdic qu'il a visité en décembre 1825 et janvier 1826.
Houât ne disposa que de moulins à bras jusqu'en 1826, date de la construction de son premier moulin à vent.
A. Marteville et P. Varin, continuateurs d'Ogée, décrivent ainsi l'Île-d'Houat en 1843 :

« (...) Les Houatais ont conservé leur vieille probité et une partie de leurs anciennes mœurs patriarcales. Hospitaliers envers les malheureux marins que la mer jette sur leurs rivages, on les voit continuellement s'exposer pour eux au milieu de leurs affreux récifs. Ils rendent pieusement les derniers devoirs aux naufragés. La pêche et l'éducation des bestiaux sont leur principale industrie. Les femmes, pendant l'hiver, s'occupent à faire des filets que l'on vend dans les ports du continent. Tous les ans au printemps, le 24 mai, une foire appelée la foire de Houat, se tient sur la côte de la [presqu]'île de Rhuys [à Arzon ] . Les deux flottilles des chaloupes de Houat et Hœdic appareillent à la même heure, s'efforcent de naviguer de conserve afin d'arriver en même temps à la petite crique de Porh Maria (Port Maria), en Saint-Gildas. Pour faire le débarquement, les bestiaux sont jetés à la mer et recueillis ensuite sur le rivage. (...) Ceux qui n'ont pas été vendus, ce qui arrive rarement, sont menés le 28 mai à la foire de Saint-Colombier, en Sarzeau. Le curé ou recteur exerce les fonctions d'officier de l'état-civil ; c'est la seule autorité de l'île. Afin d'éviter aux fonctionnaires de Belle-Île et à ses Îlois des frais inutiles de déplacement et de transport, il est à la fois maire, curé, juge de paix, percepteur, notaire, syndic des gens de mer et capitaine de port. Il gouverne ainsi son petit royaume, aidé des vieillards les plus considérés, qui forment une espèce de conseil des anciens, chargé de réformer les abus, de surveiller la dépense et d'ordonner les travaux d'utilité publique. L'île possède un magasin de marchandises usuelles dont les profits sont versés à la caisse commune. (...) Avec la masse commune, on secourt les plus nécessiteux, les vieillards et les familles dont les chefs ont péri à la mer. On fait aussi construire des navires qui deviennent propriété de l'île et lui paient un revenu. »

L'abbé Jean-Marie Delalande (1807-1851) a fait une autre description des deux îles d'Houat et Hœdic en 1850 dans laquelle il écrit notamment qu'il ne comprend pas pourquoi Ogée a qualifié de « cabanes » les maisons d'Houat, car elles sont selon lui semblables à celles que l'on trouve dans les environs ; il précise aussi que l'île possède alors un moulin à vent et 220 habitants répartis en 48 ménages, tous regroupés dans le bourg à l'exception de la maison du Génie, de la forge et d'une maison destinée à abriter les nombreux ouvriers des fortifications ; il indique aussi que l'église paroissiale Saint-Gildas a été construite en 1766.

#### L'Île-d'Houat vers la fin duXIXesiècle
Alphonse Daudet décrit ainsi Houat en 1888 :

« Une fois le phare doublé, l'île de Houat commence à nous apparaître peu à peu, à élever au-dessus des houles de la mer sa terre rocheuse où le soleil jette un mitage de végétation, des teintes de moissons mûres, des veloutés de prés en herbe. À mesure que nous approchons, l'aspect change, le terrain apparaît désolé, brûlé de soleil et de mer, hérissé de hauteurs farouches ; à droite, un fort démantelé, abandonné ; à gauche, un moulin gris qui nous donne la vitesse des brises de terre, et quelques toits très bas groupés autour de leur clocher ; tout cela est morne, espacé, silencieux. Des criques de sable découpent de distance en distance des courbes claires et moelleuses parmi la désolation des roches (...). Le poisson abonde sur la côte, les pêcheurs vont le proposer au Croizic ou à Auray et le vendent toujours très bien, mais l'absence d'un mouillage sûr au long de cette côte bordée de rochers les handicape. Aussi la seule ambition du recteur de Houat est-elle d'obtenir un mouillage pour les sept chaloupes qui composent la marine du pays. »

L'Île-d'Houat fut érigée en commune en 1891, dans le cadre du canton de Quiberon.

### Les ports successifs de l'Île-d'Houat
Les Houatais ont protégé leurs bateaux dans trois ports successifs :
- Une première digue, un simple empilement de grosses pierres sèches, protégea le port primitif à partir de 1824. Ce port fut construit à l'initiative de l'abbé Rio qui avait poussé ses paroissiens à le construire en leur disant : « Pourquoi ne pourrions-nous pas soulever et entasser des rochers entiers comme no pères qui ont dressé les dolmens et les menhirs ? »[36]. Appelé Port-Collet, mais désormais complètement ensablé, ses vestiges bien conservés servent aujourd'hui à abriter quelques catamarans l'été. Une partie de ses pierres a été utilisée pour construire le deuxième abri de l'île, qu'il jouxte.
- Le port d'Er Beg, dit « le vieux port », situé au sud de la grande plage proche du village (Treac'h er Goured), a été édifié en 1915-1916, en partie par des prisonniers allemands ; en 1932, un second môle en béton armé, parfois appelé quai Cappio (du nom de l'entreprise qui en fut responsable), complète l'ensemble. La digue sud est détruite le 21 janvier 1951 par une forte tempête de sud-est[37], qui emporta au passage plusieurs chalutiers. Ce port n'a jamais été reconstruit, il en reste une jetée partiellement submergée et le second môle. Le bâtiment blanc et cubique qui se dresse au-dessus est l'ancien « hôtel du port ».
- Le port actuel, Port Saint-Gildas, fut inauguré en 1956. Son financement est en partie dû à un appel national à la solidarité nationale, relayée notamment par des articles des journaux Ouest-France et Le Figaro, après la tempête catastrophique de 1951[38]. Il est situé sur la côte nord à proximité immédiate du village ; les rotations par bateau avec le continent sont quotidiennes. En eau profonde, ce port a donné un second souffle à l'activité halieutique (en 1997, il était encore fréquenté par 68 pêcheurs, même s'ils étaient environ 90, pour une vingtaine de bateaux, 20 ans plus tôt)[39]. On y trouve des douches ainsi qu'un service de manutention.

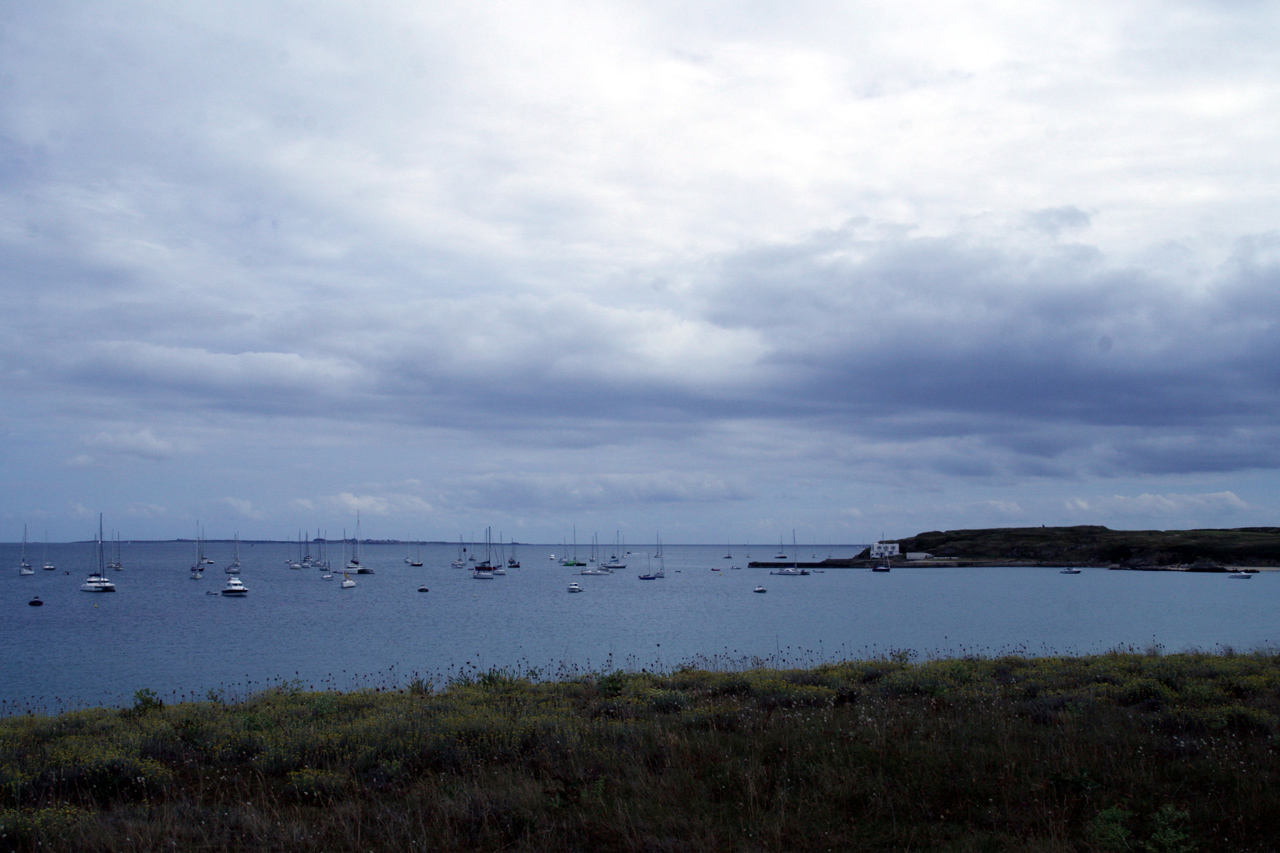
Le mouillage de la grande plage de Houat, avec à droite l'ancien port de Er Beg.
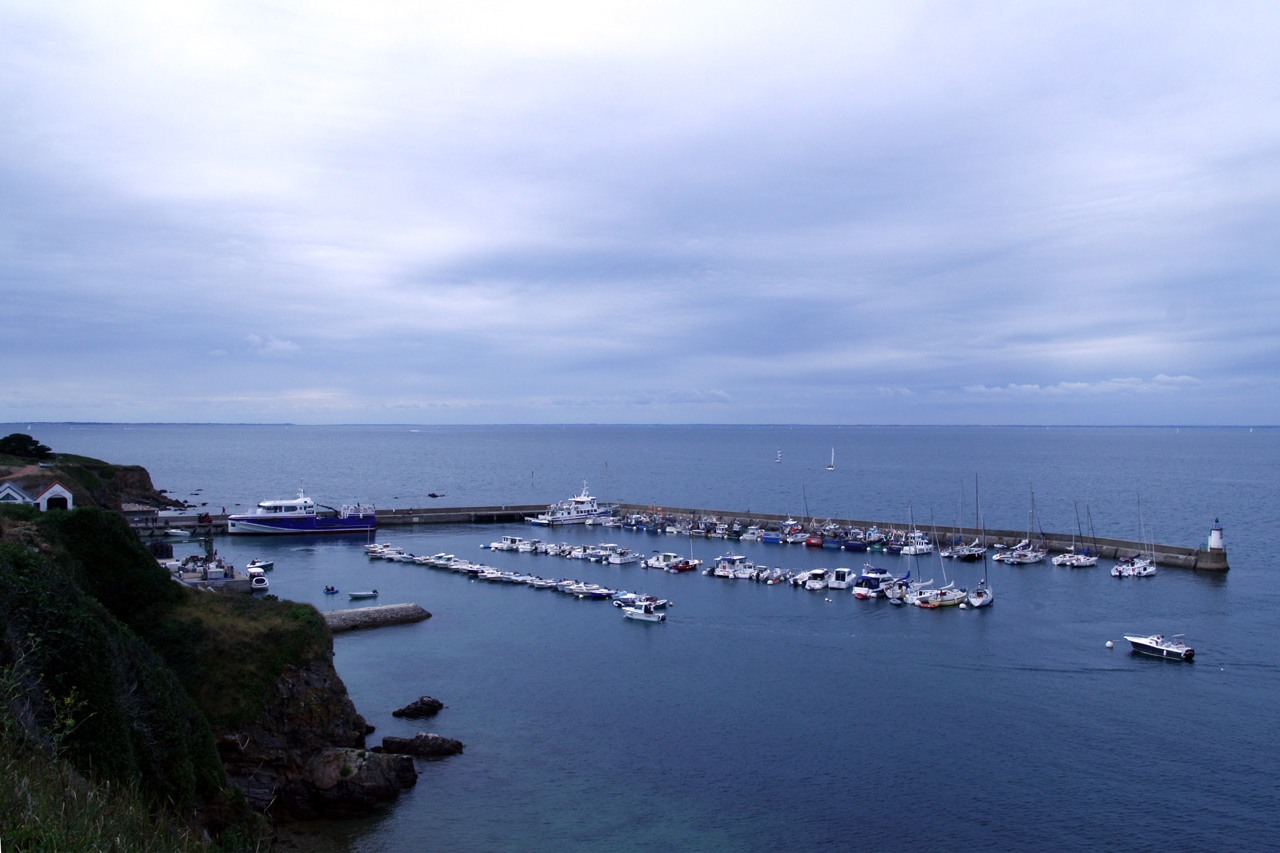
Port Saint-Gildas.
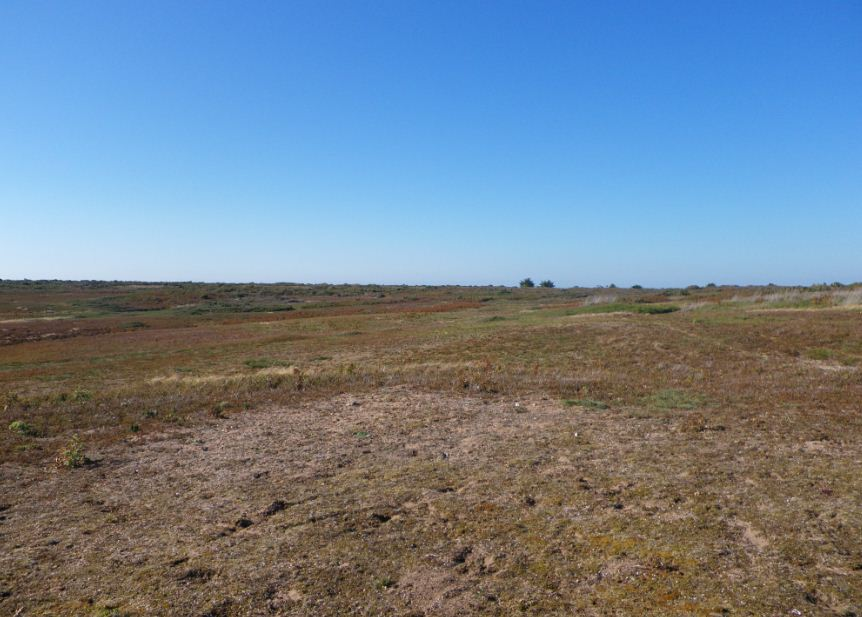
Un paysage de l'Ile de Houat.

### LeXXesiècle

#### La Belle Époque

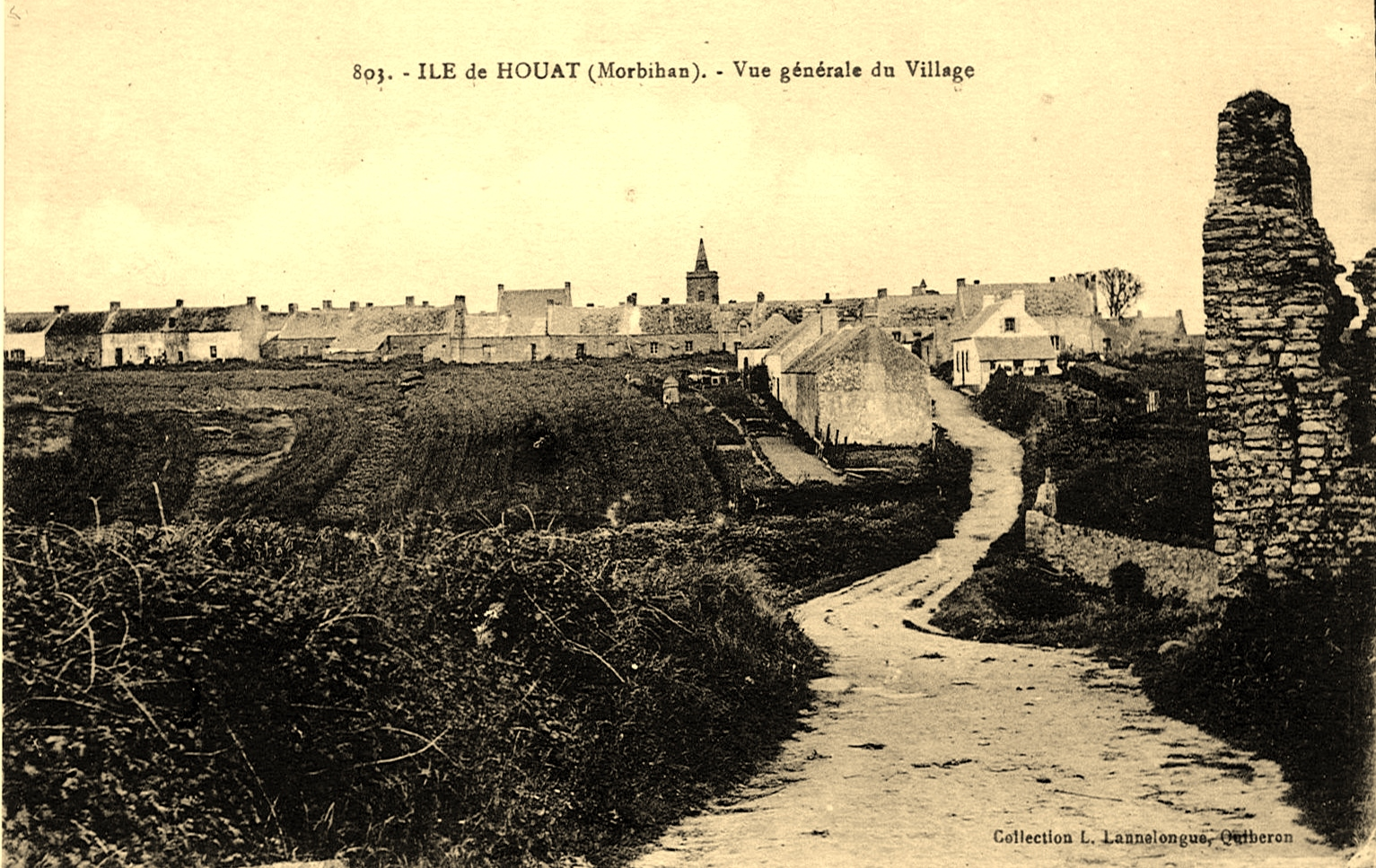
Île d'Houat : vue générale du village au début du XXe siècle (carte postale).
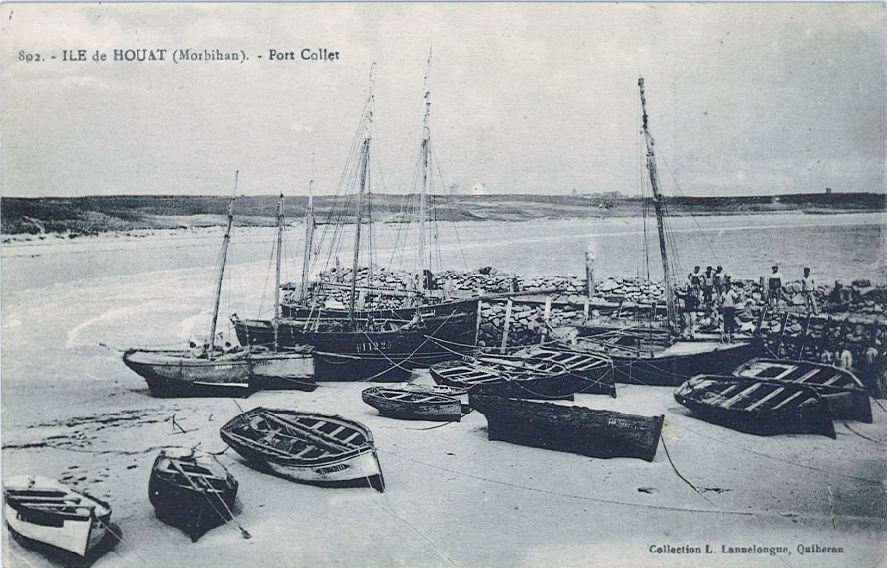
Île d'Houat : Port Collet au début du XXe siècle (carte postale).
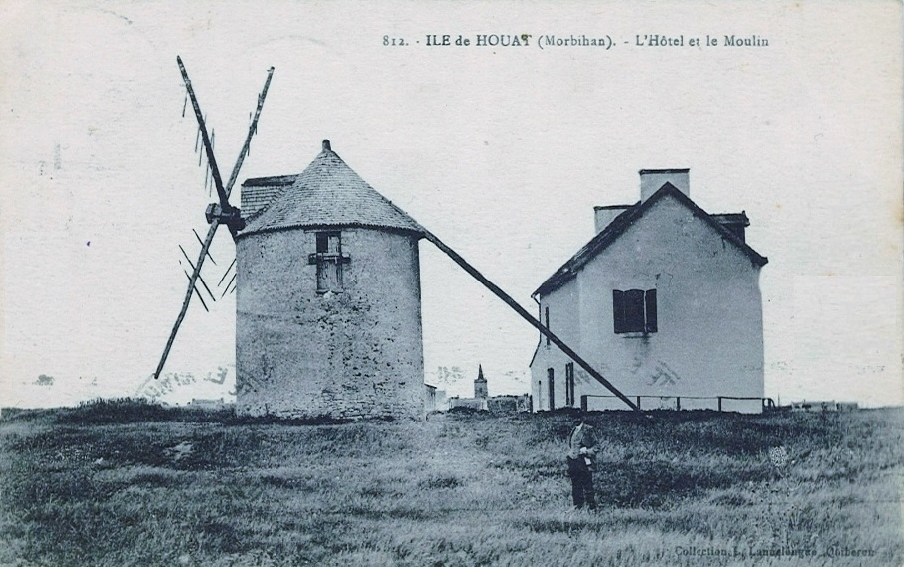
Île d'Houat : l'hôtel et le moulin à vent au début du XXe siècle (carte postale).

#### La Première Guerre mondiale
Le monument aux morts de l'Île-d'Houat porte les noms de 11 soldats et marins morts pour la France pendant la Première Guerre mondiale ; parmi eux un (Émile Le Fur, tué à l'ennemi) est mort en Belgique en 1918 ; un (Jean Le Gurun, des suites d'une maladie contractée en service) en Algérie ; trois étaient des marins (Mathurin Le Gurun lors du naufrage du cuirassé Suffren, Yves Le Scoharnec, mort de maladie à Lorient et Dominique Le Gurun, mort de maladie à La Seyne-sur-Mer) morts en mer ou à bord de bateaux ; les autres sont morts sur le sol français (le lieu et les circonstances du décès de Jean Deschamps ne sont pas connues).

#### L'Entre-deux-guerres

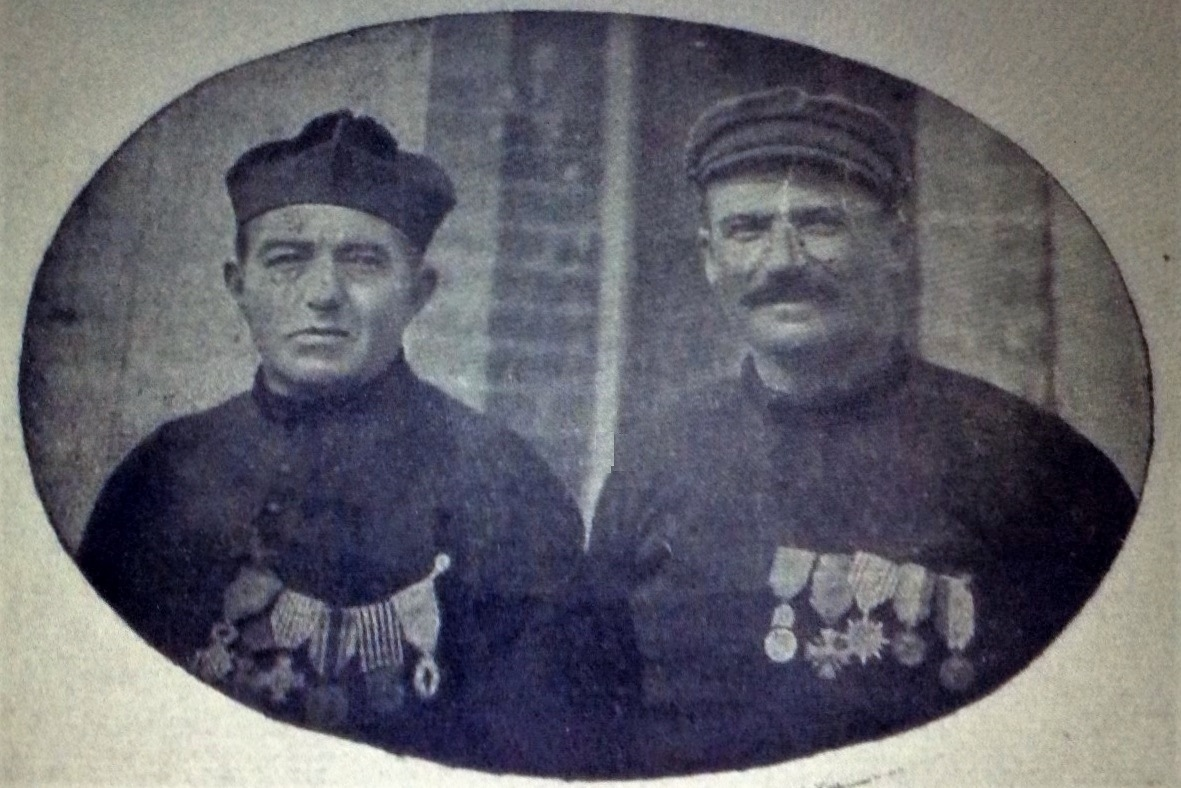
Deux photos de Louis Le Cam alors qu'il était recteur (entre 1929 et 1937) et gardien de phare (entre 1933 et 1937) à Houat.

L'abbé Louis Le Cam, héros de la Première Guerre mondiale, fut recteur de l'Île-d'Houat entre 1929 et 1937 et gardien de phare dans l'île entre 1933 et 1937 avant de devenir recteur de Brandérion entre 1937 et 1948.
« À l'île d'Houat, à une époque assez récente, la coutume voulait que les habitants se marient entre eux. Pas d'étrangers à l'île, de l'un ou l'autre sexe. Si une jeune fille ne trouvant pas de jeune insulaire à son goût gagnait la terre ferme pour en rencontrer un, elle ne devait plus jamais revenir après cette trahison ».

#### La Seconde Guerre mondiale
Le monument aux morts de l'Île-d'Houat porte le nom de Charles Le Berre, mort pour la France pendant la Seconde Guerre mondiale en 1945 dans des circonstances non précisées.
Pendant la Seconde Guerre mondiale, en mai 1945 alors que l'Allemagne est déjà très largement envahie par les Alliés et que les Soviétiques occupent Berlin, le général allemand Fahrmbacher, commandant la Festung Lorient, une des poches de l'Atlantique, envoie plusieurs dizaines de fusiliers marins occuper les îles de Houat et d'Hœdic. Quatre jours plus tard, le 7 mai, la capitulation allemande de la poche de Lorient est signée.

#### L'après Seconde Guerre mondiale
« Vers 1950, Houat ne compte pas plus d'une cinquantaine de marins. Comme leurs voisins d'Hœdic, ils pratiquent à longueur d'année la pêche au casier car les fonds des environs sont riches en crustacés. Crabes et homards sont vendus à Quiberon ». Un Abri du marin ouvre en 1948 dans un ancien hôtel. Il ferma en 1965.
En 1951, une nuit d'hiver, le vieux port Er Beg fut ravagé par une tempête et toute la flottille de pêche fut détruite. Grâce à une souscription nationale initiée par l'abbé Martin, alors recteur de la paroisse, aux dons et aux subventions, huit mois plus tard, neuf pinasses furent offertes aux pêcheurs sinistrés. Un nouveau port, Saint-Gildas, fut aménagé en 1956, sur la côte nord, à proximité du bourg.
Vers la fin des années 1960, le ministère de l'Agriculture décide de construire une usine expérimentale de dessalement d'eau de mer. La première en France à utiliser la technique de l'osmose inverse. Elle est détruite en 1998.
En 1972 fut créé, à l'initiative de l'Institut des pêches, une écloserie de homards : 20 000 bébés homards y étaient élevés chaque année (les œufs étaient prélevés sur des femelles grainées) avant d'être relâchés en mer. Mais l'affaire n'étant pas rentable, l'écloserie dut fermer en 1989.

### LeXXIesiècle
En 2004, une tornade de catégorie EF2 ravage un camping sur l'île, tuant une personne et en blessant huit,.
En 2020 deux exploitations maraîchères, occupant en tout 0,6 ha de surface agricole utile, existent à Houat.

## Héraldique
|  | Les armoiries de l'Ile-d'Houat se blasonnent ainsi : D’azur à une fleur de lys de mer d’argent. Conc. Abbé Marquer. |

## Politique et administration
| Période                                  | Période        | Identité             | Étiquette | Qualité                                                 |
| ---------------------------------------- | -------------- | -------------------- | --------- | ------------------------------------------------------- |
| 1892                                     | 1900           | Ferdinand Le Roux    |           |                                                         |
| 1900                                     | 1904           | Henri Le Gurun       |           |                                                         |
| 1904                                     | 1912           | Ferdinand Le Roux    |           |                                                         |
| 1912                                     | 1920           | Gilles Le Gurun      |           |                                                         |
| 1920                                     | 1945           | Louis Le Hyaric      |           |                                                         |
| 1945                                     | 1953           | Armand Le Gurun      |           |                                                         |
| 1953                                     | 1954           | Joseph Le Gurun      |           |                                                         |
| 1954                                     | 1977           | Hubert Le Berre      |           |                                                         |
| 1977                                     | 1995           | Joseph Le Hyaric     |           | Marin pêcheur                                           |
| 1995                                     | 2008           | Jean-Pierre Le Gurun |           | Contrôleur vacataire                                    |
| 2008                                     | 2014           | Luc Le Gurun         | PS        | Ancien conducteur de travaux                            |
| 2014                                     | 3 juillet 2020 | Andrée Vielvoye      |           |                                                         |
| 3 juillet 2020                           | En cours       | Philippe Le Fur      | DVD       | Chef de projet en informatique, ancien adjoint au maire |
| Les données manquantes sont à compléter. |                |                      |           |                                                         |

Le village compte une école primaire publique et un collège qui scolarise aussi les enfants d'Hoëdic. La natalité, faible, permet d'alimenter les effectifs de ces établissements, de petite taille néanmoins.

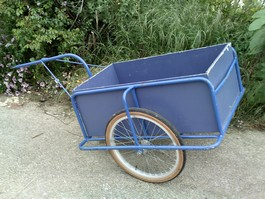
La cariole de Houat.

Les véhicules à moteur sont interdits sur l'île, sauf dérogation accordée par le conseil municipal. On ne compte donc pas plus de 10 voitures sur l'île. L'immatriculation des bateaux houatais dépend du quartier des affaires maritimes d'Auray.
Le courrier vient, par bateau, de Quiberon.

## Démographie
L'évolution du nombre d'habitants est connue à travers les recensements de la population effectués dans la commune depuis 1891. Pour les communes de moins de 10 000 habitants, une enquête de recensement portant sur toute la population est réalisée tous les cinq ans, les populations de référence des années intermédiaires étant quant à elles estimées par interpolation ou extrapolation. Pour la commune, le premier recensement exhaustif entrant dans le cadre du nouveau dispositif a été réalisé en 2004.

En 2022, la commune comptait 214 habitants, en évolution de −11,93 % par rapport à 2016 (Morbihan : +3,82 %, France hors Mayotte : +2,11 %).
| 1891 | 1896 | 1901 | 1906 | 1911 | 1921 | 1926 | 1931 | 1936 |
| ---- | ---- | ---- | ---- | ---- | ---- | ---- | ---- | ---- |
| 269  | 305  | 344  | 315  | 284  | 287  | 343  | 346  | 355  |

| 1946 | 1954 | 1962 | 1968 | 1975 | 1982 | 1990 | 1999 | 2004 |
| ---- | ---- | ---- | ---- | ---- | ---- | ---- | ---- | ---- |
| 331  | 422  | 446  | 457  | 430  | 390  | 390  | 335  | 318  |

| 2006 | 2009 | 2014 | 2019 | 2022 | - | - | - | - |
| ---- | ---- | ---- | ---- | ---- | - | - | - | - |
| 311  | 255  | 242  | 216  | 214  | - | - | - | - |

Tout le territoire d'Houat dépend de la commune du même nom. Le village, installé dans le nord-est de l'île, concentre la grande majorité de la population. Le reste de l'île, très peu construit, est inhabité l'hiver.

## Économie
Agriculture

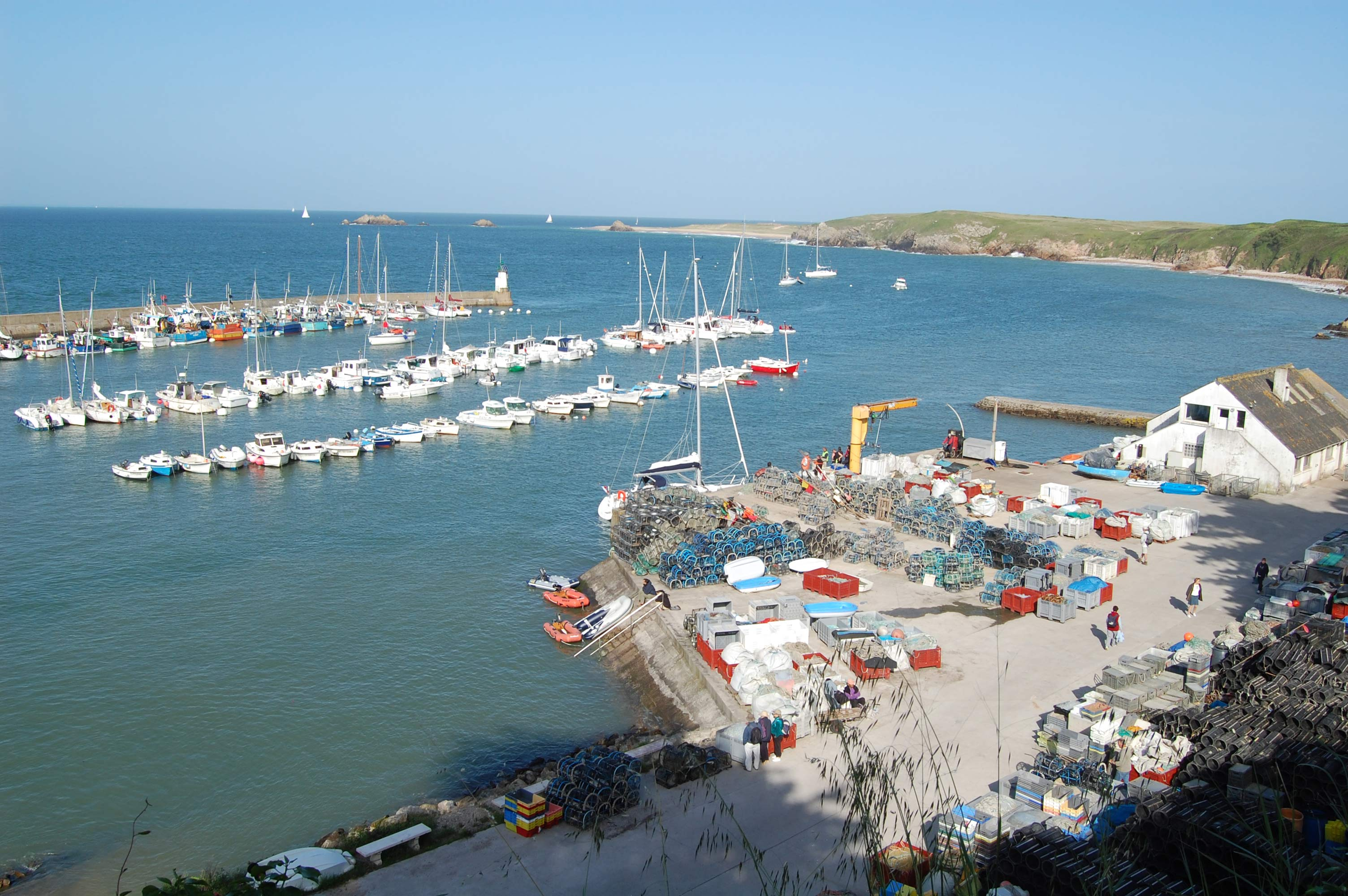
Le port Saint-Gildas.

L'agriculture n'a jamais dépassé le stade de la subsistance dans le meilleur des cas à Houat. L'élevage, par contre, était très développé : chaque famille élevait au moins une vache et un cochon. Les têtes de bétail en surplus étaient d'ailleurs convoyées chaque année à la Foire des Houatais, à Saint-Gildas-de-Rhuys (Kercambre), puis Arzon sur la presqu'île de Rhuys. L'élevage des chevaux paraît avoir été très développé également, comme en témoigne d'ailleurs le nom de l'îlot avoisinant (l'île aux Chevaux, ou Melvan), sur lequel les Houatais et les Hœdicais laissaient à tour de rôle leurs poulains grandir. Depuis la fin des années 1970, l'activité agricole est inexistante.
Pêche
La majeure partie des hommes en âge de travailler sont pêcheurs. La pêche au homard et au crabe constitue la principale ressource halieutique locale. Une écloserie de homards a été construite en 1972 sur l'île pour tenter de renouveler les viviers de pêche. Désormais, on peut visiter une unité de production de phytoplancton à usage cosmétique : l'Eclosarium. Houat est la commune de Bretagne qui compte le plus grand nombre de gens de mer par rapport à la population active.
Tourisme

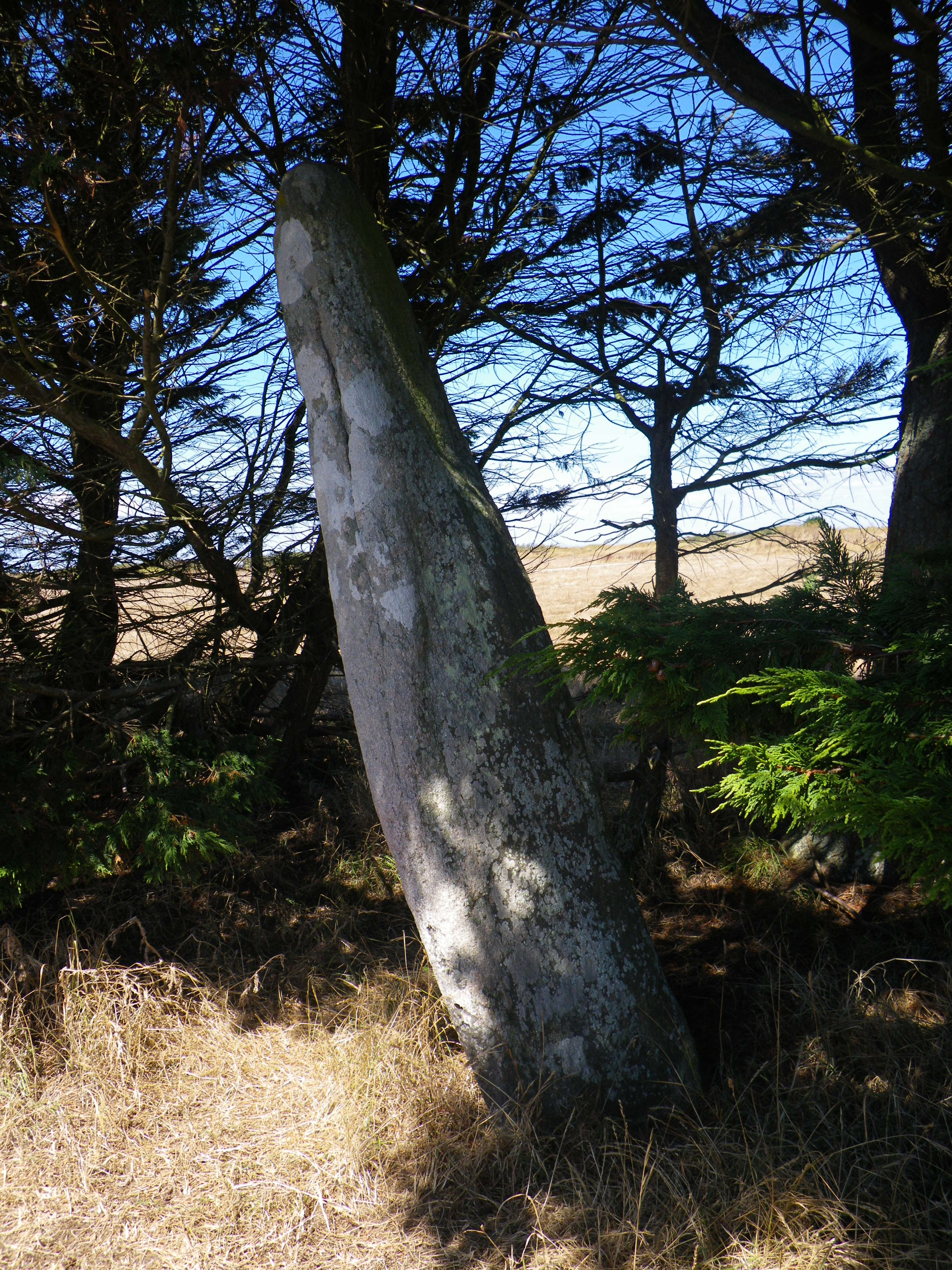
Menhir sur l'île.

C'est la seconde ressource économique de l'île. En été, plusieurs services de bateaux amènent les visiteurs de Vannes, de Port-Navalo et surtout de Quiberon. La part des résidents secondaires s'accroît, et la plaisance se développe également. Il existe une aire de camping, placée depuis environ deux ans à proximité des falaises sud-ouest de l'île situées face à l'île aux chevaux, près de Trea'ch ar Salus.
Commerces et services
À l'année : 
- deux épiceries,
- une boulangerie / presse,
- un cabinet médical, faisant office de pharmacie pour les médicaments prescrits,
- une poste.

En saison :
- une crêperie, trois restaurants,
- trois hôtels,
- deux entreprises de restauration légère,
- une location de vélos (avril/septembre),
- une boutique de souvenirs (mai/septembre),
- une boutique de vêtements,
- une gendarmerie (juillet/août).

## Faune et flore

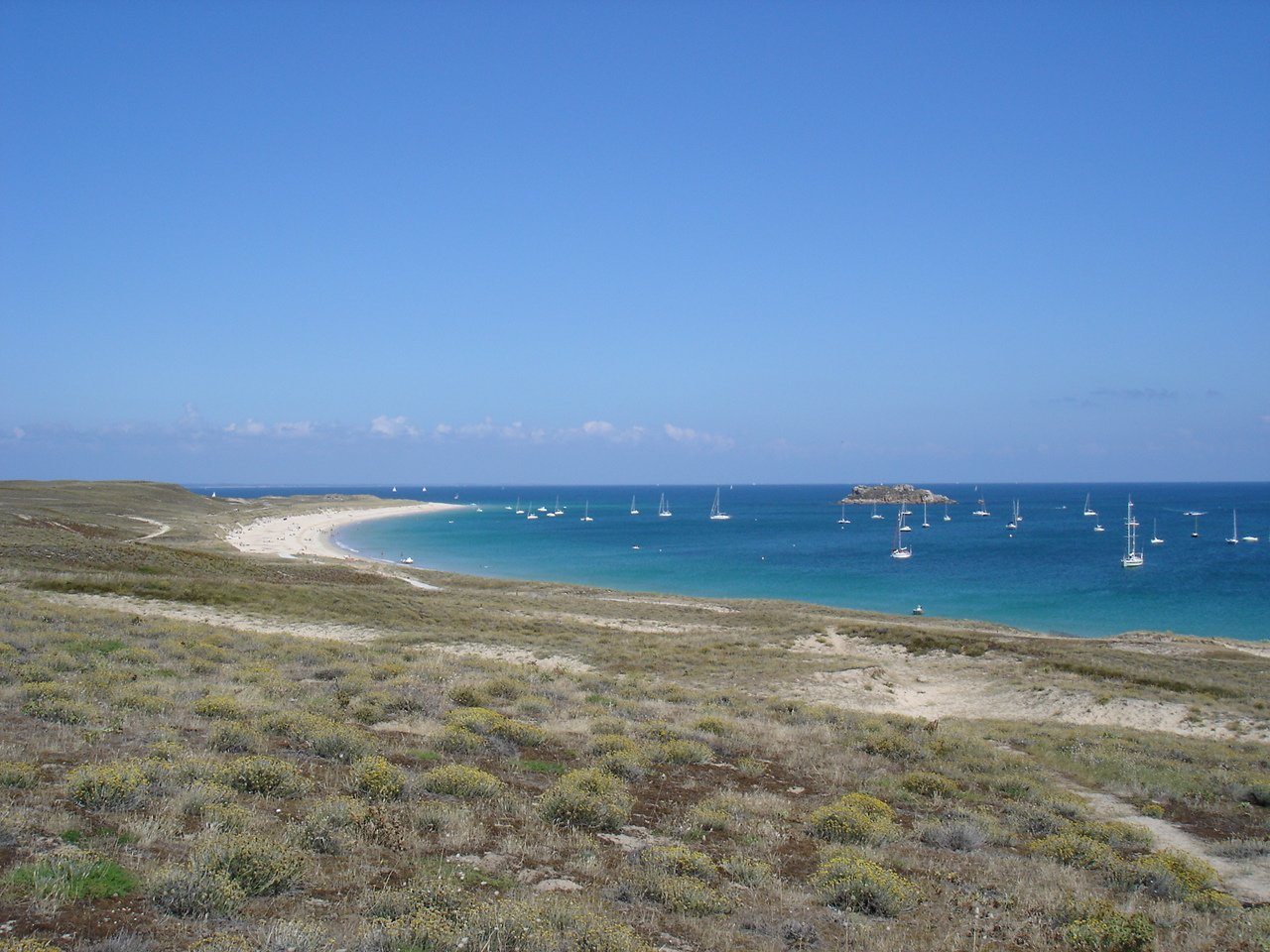
Vue de la grande plage de Treac'h ar Goured.

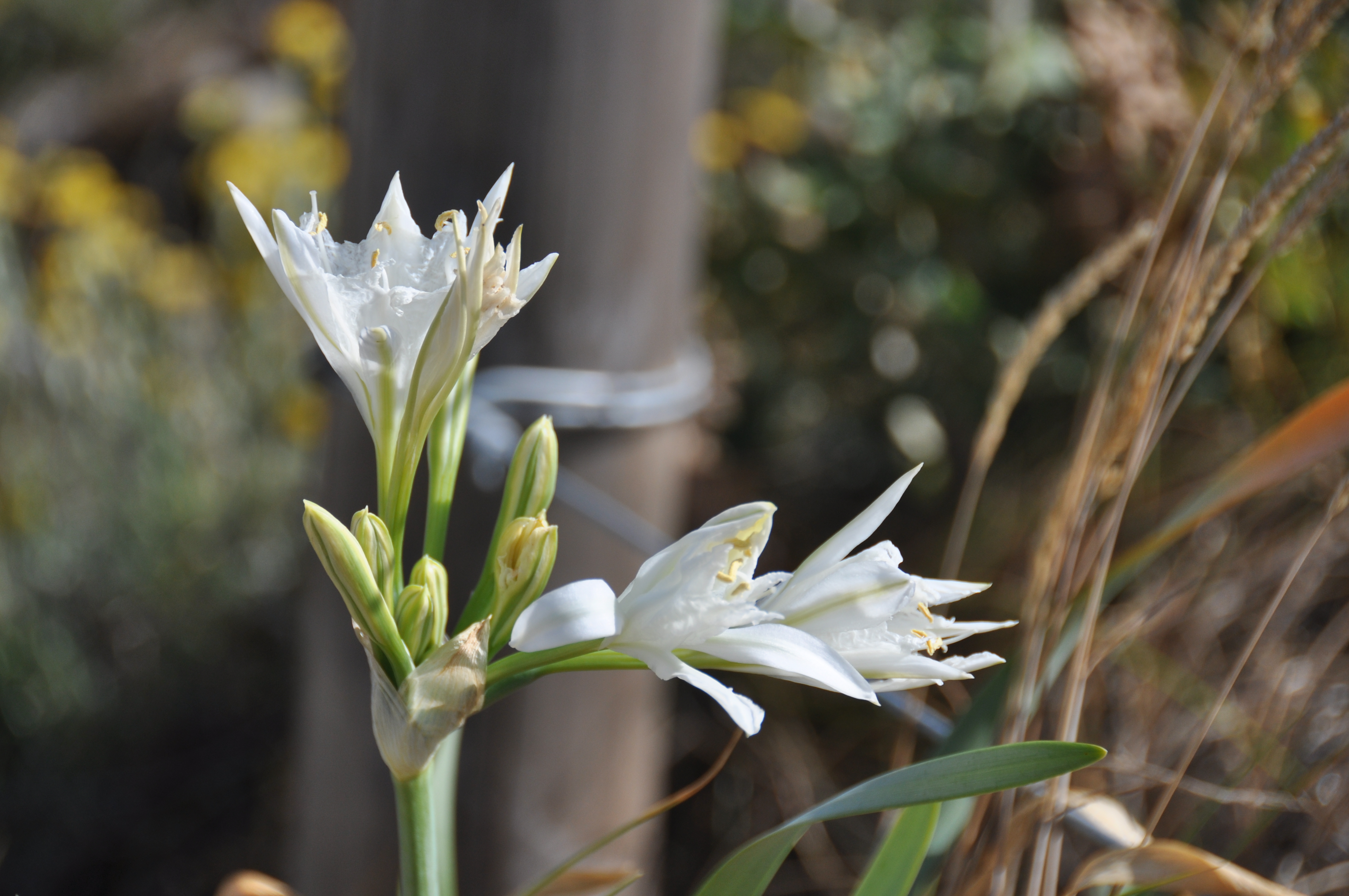
Lys maritime.

L'île est presque entièrement recouverte d'une lande de fougères et d'ajoncs qui se fait rase du côté de la pleine mer. Les dunes de la plage de l'est sont un milieu fragile protégé par le conservatoire du littoral : on y trouve une espèce endémique sauvage de lys des dunes, très menacée. On trouve aussi des chardons, de l'ail sauvage, des rosiers sauvages nains, etc. En dehors du village, il n'y a qu'une trentaine d'arbres sur Houat.
La faune terrestre est essentiellement constituée, outre les insectes, de faisans et perdrix d'élevage, nourris au sarrasin local, et de lapins qui prolifèrent malgré la chasse qu'on leur donne. Quelques chevaux ont refait leur apparition dernièrement pour le tourisme.
Les espèces sauvages marines sont plus nombreuses que les espèces terrestres. On trouve des colonies de moules et d'huîtres sauvages, des tourteaux, des étrilles et des araignées de mer, des homards, des congres dans les rochers...

## Culture locale et patrimoine

### Lieux et monuments
- L'église Saint-Gildas est l'église paroissiale de l'île, dédiée à saint Gildas. Elle a été construite dans le bourg en 1766, remplaçant une ancienne chapelle située dans le vallon, détruite. On la dota d'une tribune en 1834, d'une sacristie, d'un chœur et d'un transept en 1840, et de sa tour-clocher en 1856, visible comme un amer[59].

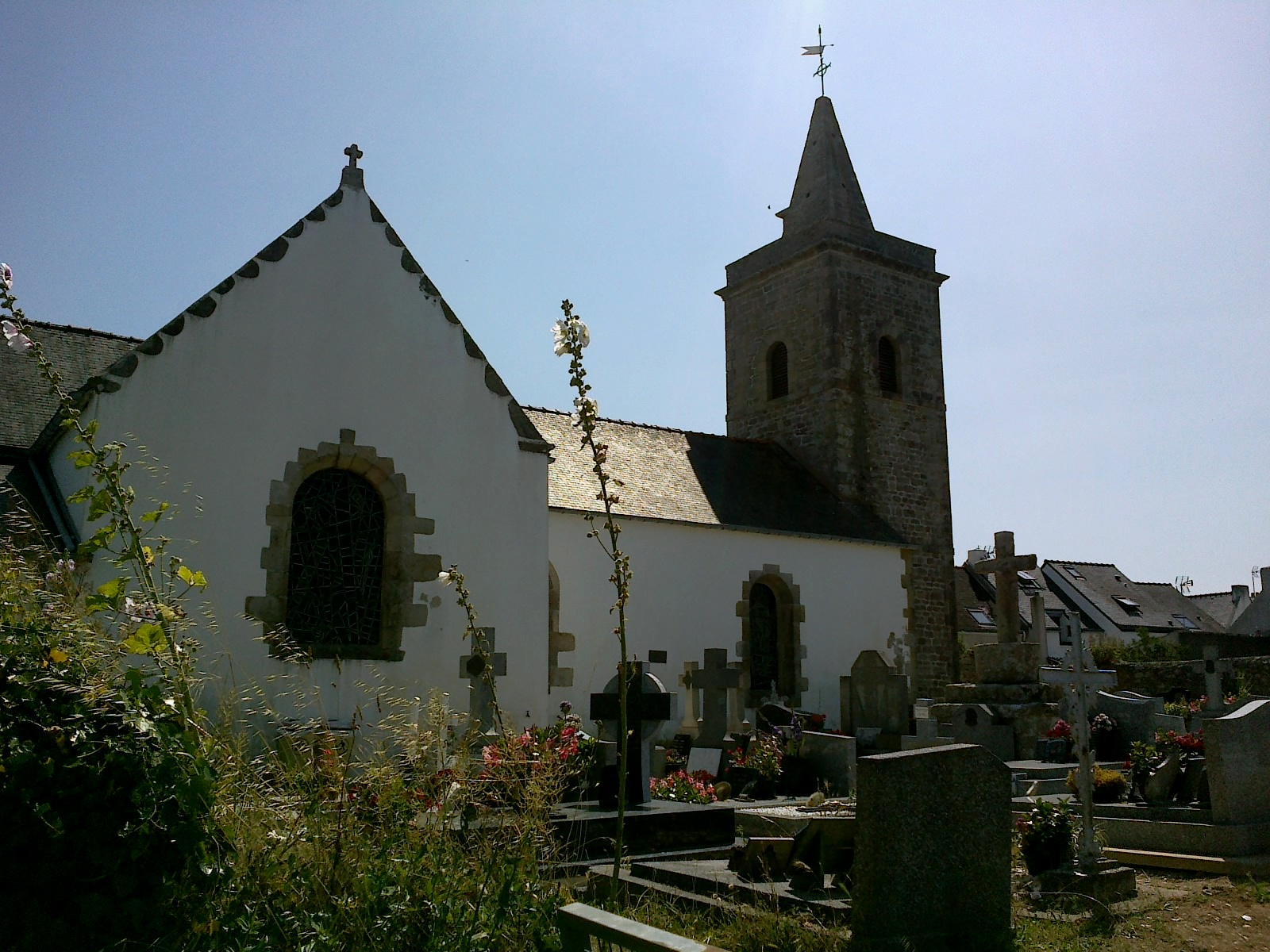
L'église paroissiale Saint-Gildas vue du cimetière.
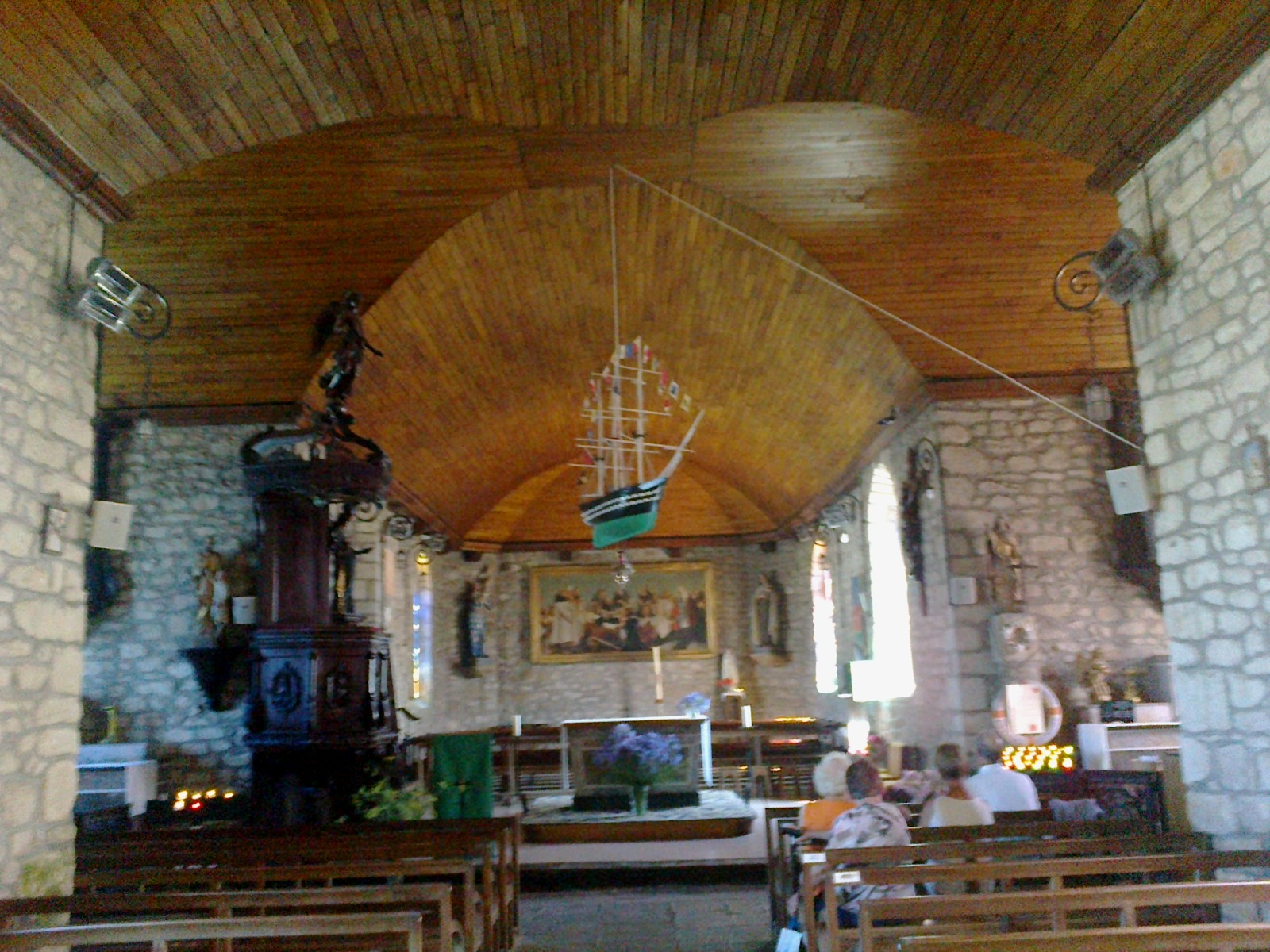
L'église paroissiale Saint-Gildas, vue intérieure.

- Menhir de Parc-er-Menhir.
- Le fort central à quatre bastions, situé à Er Prad[60]. Il a été construit entre 1846 et 1855 et est aujourd'hui ruiné.
- Le fort d'En Tal, ancien corps de garde crénelé n°1, construit en 1857-59 sur la pointe d'En Tal,  dont la batterie fut conçue pour recevoir des pièces d'artillerie, a 350 m² d'emprise au sol[61]. Propriété depuis 1918 de la famille May de Fougerolles, sa rénovation, œuvre de longue haleine, a été achevée en 2018 pour en faire une pension de famille[62].
- Le fort de Béniguet, autre corps de garde du même type, construit en 1857-59 à Beg er Vachif au nord-ouest de l'île[63].

## Personnalités liées à la commune
- Élisabeth Prévost, voyageuse et inspiratrice de Blaise Cendrars, y est inhumée depuis 1996.

## Dans la culture populaire
- Christiane Angibous-Esnault, Mystère sur la dune à l'Île-d'Houat, t. 2, Palémon éditions, coll. « Les Aventuriers du Patrimoine », 2023, 192 p. (ISBN 978-2-3726-0960-9)

Ce roman de science pour la jeunesse ancre son action sur l'Île-d'Houat pour faire découvrir une dimension de l'archéologie, celle du pillage du patrimoine archéologique grâce aux découvertes effectuées sur l'îlot Er Yoc'h. Le roman met en scène des personnes réelles de l'île. Un livret documentaire illustré complète l'histoire afin de permettre aux lecteurs de distinguer le vrai du faux.

## Panoramas

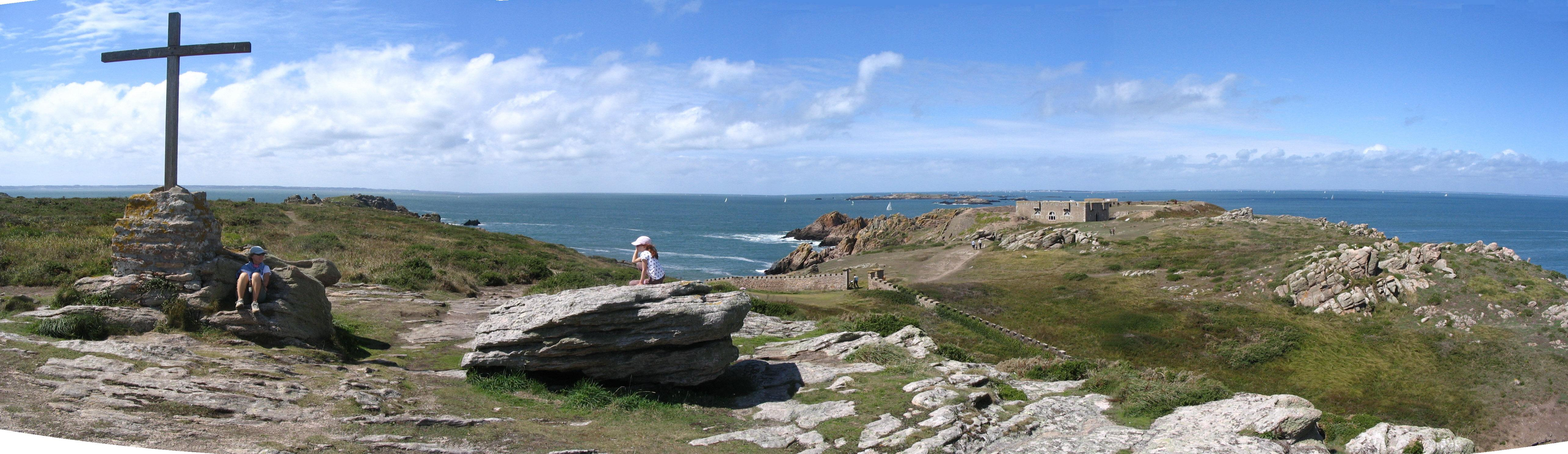
Île d'Houat : l'extrémité nord-ouest de l'île - Le fort des Béniguets et la pointe Beg-Er-Vachif.